# Geely
Geely [ˈdʒiːli] (chinesisch 吉利汽車 / 吉利汽车, Pinyin Jílì Qìchē – „Glückverheißendes Automobil“) ist ein chinesischer Automobil- und Motorradhersteller. Unternehmenssitz ist Hangzhou, Hauptstadt der Provinz Zhejiang. Geely verfügt über sieben Standorte zur kompletten Produktion von Autos. Dazu zählen die Städte Linhai, Ningbo und Luqiao in der Provinz Zhejiang sowie Shanghai, Xiangtan in Hunan, Jinan in Shandong und Lanzhou in Gansu. Ein weiterer Standort für die Produktion von Teilen befindet sich in Chengdu in Sichuan.
Die für den Export und Import zuständige „Geely International Corporation“ wurde 2002 gegründet und hat ihren Sitz in Shanghai.
Das Unternehmen betreibt oder betrieb neben Geely (Lizenzprodukte CKD/SKD) auch die Markennamen, Submarken oder Modellbezeichnungen Emgrand (100-prozentige Eigenentwicklungen), Englon (JV-Modelle), London Taxi (gekauft), Panda (Kleinwagenmodelle), Shanghai Maple Automobile (SMA, gekauft) und Volvo (2010 gekauft), Polestar (2015 gekauft), Qianjiang Motorcycles (2016 gekauft) sowie Proton (2017 zu 49,9 % gekauft), Smart (50% Joint Venture mit Mercedes-Benz seit 2019), Lynk & Co, Lotus (2017 gekauft), Zeekr, Radar, Knewstar und seit 2017 den Flugauto-Entwickler Terrafugia. Im Joint Venture mit Baidu wurde im Jahr 2023 außerdem die Marke Ji Yue eingeführt.

## Geschichte

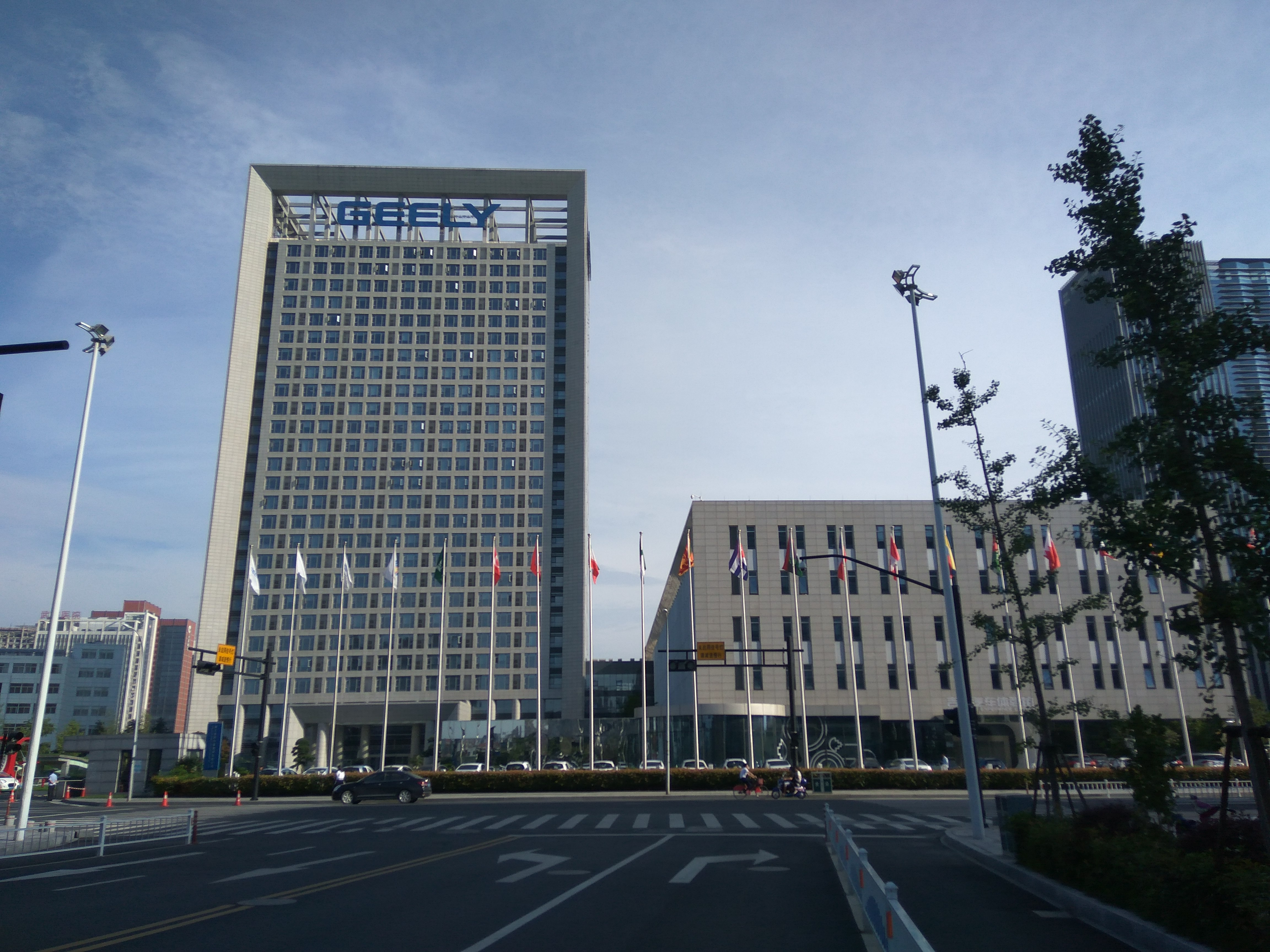
Hauptsitz

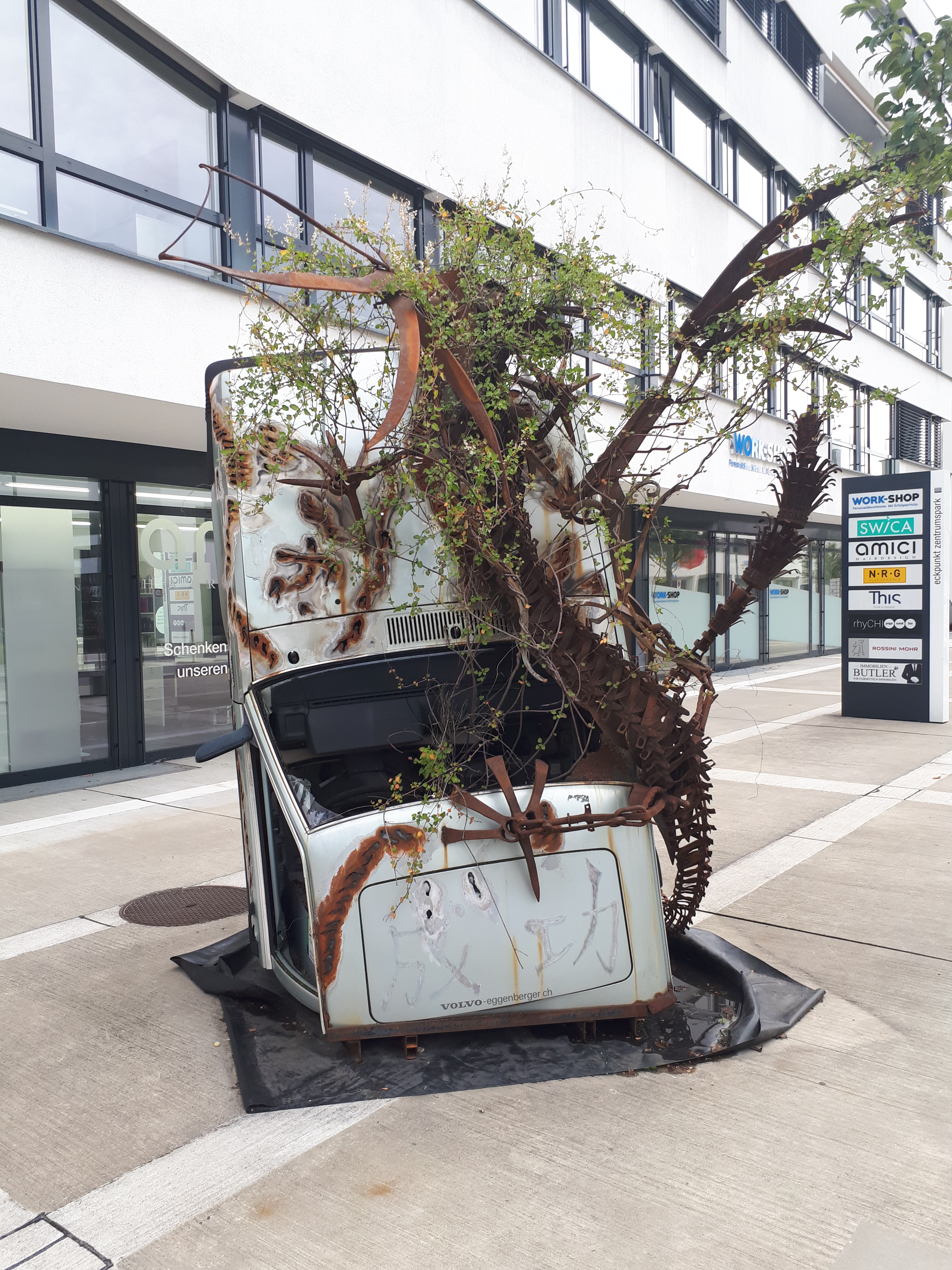
Wanderkunstwerk des Eisenplastikers Silvan Köppel entstanden in Berneck 2017 (bei einem Volvo-Händler) als bildliche Darstellung der Übernahme von Volvo (Auto) durch die Geely-Gruppe (Drachen)

Am 6. November 1986 eröffnete der Firmengründer Li Shufu die erste Manufaktur für Kühlschrankteile. Im April 1992 begann das Unternehmen, Motorräder herzustellen. Am 8. August 1998 verließ das erste Automobil von Geely das Werk in Linhai in der Provinz Zhejiang. Im April 2003 rollte das 100.000ste Fahrzeug vom Band. In China ist Geely relativ erfolgreich, in den USA und in der EU ist die Marke jedoch kaum bekannt. Die Technik der ersten Modelle stammte weitgehend vom japanischen Automobilhersteller Daihatsu.
2004 verkaufte Geely bereits 200.000, 2008 221.900 Fahrzeuge. 2009 konnten 325.413 Fahrzeuge produziert werden. Das Ziel, bis 2015 zwei Millionen Einheiten pro Jahr herzustellen, konnte allerdings nicht erreicht werden. Dieses wurde auf 2020 verschoben.
Im September 2005 präsentierte sich Geely erstmals auf der Internationalen Automobilausstellung (IAA) in Frankfurt am Main.
2008 äußerte Li sein Interesse, den Automobilhersteller Volvo, damals im Besitz der Ford Motor Company, zu übernehmen. Im März 2009 wurde das Angebot wiederholt und im Dezember des gleichen Jahres von Volvo angenommen. Die Verhandlungen und die endgültige Unterzeichnung des Vertrages zogen sich insbesondere durch den Streit über die Nutzungsrechte des geistigen Eigentums von Volvo hin. Der Vertrag wurde Ende März 2010 unterzeichnet. Der Kaufpreis betrug 1,8 Mrd. Dollar. Wie am 20. April 2010 bekannt wurde, wird Geely den Hauptsitz des Volvo-Werkes im Zusammenhang mit einem Neubau eines weiteren Automobilwerkes nach Shanghai verlegen. Nach einer Erklärung des Vorstandsvorsitzenden Li Shu Fu wurde darüber aber noch keine Entscheidung getroffen.

### Plagiat 2009
Auf der Shanghai Auto Show 2009 wurde ein Auto präsentiert, das dem Rolls-Royce Phantom zum Verwechseln ähnlich sah. Der Geely-Präsident Jie Zhao gab an, mit dem Geely Ge das Markenimage aufwerten zu wollen.
Li Shufu zufolge zahlt der Konzern die besten Löhne im Handelssektor. Als Parteimitglied setzt sich Li angeblich auch für höhere Löhne in der ganzen Automobilbranche ein.
2012 errichtete die Firma mit dem belarussischen Unternehmen BelAZ ein Joint Venture in Baryssau. Die Unternehmensanteile sind zu 50 % auf BelAZ, zu 32,5 % auf Geely und zu 17,5 % auf den belarussisch-chinesischen Automobilzulieferer SoyuzAvtotekhnologii verteilt. Das Joint Venture trägt den Namen BelGee.
Am 7. April 2016 erließ der belarussische Präsident Aljaksandr Lukaschenka im Rahmen der belarussischen Automobilausstellung eine Anweisung, nach der künftig alle belarussischen Beamten verpflichtet sind, Autos der Marke Geely zu kaufen, um die heimische Wirtschaft zu fördern, da die Fahrzeuge von BelGee vertrieben werden.
Am 24. Mai 2017 übernahm Geely 51 % der Firmenanteile von Lotus Cars. 
Seit Juni 2017 ist die neu gegründete China Euro Vehicle Technology AB (CEVT) für die Entwicklung der neuen Compact Modular Architecture (CMA) Plattform für Volvo und Lynk & Co verantwortlich. Seit Ende 2017 ist Geely bei Volvo Trucks AB größter Anteilseigner sowie seit Februar 2018 größter Einzelaktionär bei der Mercedes-Benz Group AG mit 9,7 Prozent der Aktien.

## Forschung und Patente
2007 meldete Geely insgesamt über 120 Schutzrechte an, wobei ca. ein Drittel davon Patente waren und zwei Drittel Gebrauchsmuster. Gebrauchsmuster sind im Vergleich zu Patenten kostengünstiger und weniger forschungsintensiv, jedoch hat der Schutz durch ein Gebrauchsmuster auch eine kürzere Dauer. Die Anmeldungen zum Schutz von geistigem Eigentum haben sich seit 2005 jährlich verdoppelt. Von 2005 auf 2006 haben sich die Anmeldungen sogar fast verfünffacht.

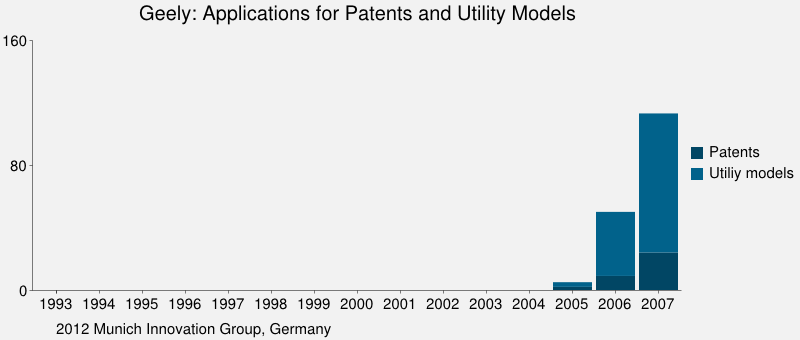
Geely-Entwicklung der Patent- und Gebrauchsmusteranmeldungen

Geely kündigte 2018 seine neue Fahrzeugstrategie „Geely Intelligent Power“ an, die bis 2020 insgesamt 30 neue Elektro- und Hybridautos beinhaltet. Schon 2015 hatte Geely seine „Blue Geely Initiative“ mit dem Versprechen angekündigt, dass 90 Prozent der Verkäufe der Marke bis zum Jahr 2020 Elektrofahrzeuge sein sollen. Gemeinsam mit der iNTEC-Technologie hat Geely auch eine neue Strategie für die Energieentwicklung vorgestellt, die vier technologische Wege verfolgt, um zum Marktführer für neue Energietechnologien, alternative Kraftstoffe, Brennstoffzellen, rein elektrische und hybride Technologien zu werden.
Diese und andere Forschungsaktivitäten sind unter dem Dach der am 13. Mai 1996 gegründeten Geely Technology Group (吉利科技集团有限公司) angesiedelt.
Die Geely Technology Group wiederum gründete über drei Tochterfirmen am 20. November 2018 mit einem Stammkapital von 540.347.900 Yuan die Geespace GmbH (浙江时空道宇科技有限公司) mit Sitz in Hangzhou. Vorstandsvorsitzender ist, wie bei der Technology Group, Li Shufu persönlich, Geschäftsführer ist Wang „Tony“ Yang (王洋).
Unternehmensgegenstand der Geespace GmbH ist Entwicklung und Betrieb einer Konstellation aus letztendlich 168 Satelliten in erdnahen Umlaufbahnen. Bei dieser Konstellation, ursprünglich „OmniCloud“ genannt, heute „Geely Future Mobility Constellation“, handelt es sich um ein Augmentationssystem für die Beidou-Navigationssatelliten, das deren Präzision von 4,4 m auf den Zentimeterbereich verbessert und somit autonomes Fahren ermöglicht. Die erste Gruppe von neun Satelliten (GeeSAT-1) wurde am 2. Juni 2022 ins All gebracht und erfolgreich in Betrieb genommen.

## Marken
Ursprünglich ein Hersteller von Kühlschränken, wurde Mitte der 1990er ein staatlicher Hersteller von Motorrädern übernommen und deren Produktion weiterentwickelt. Geely ist heute ein führender Hersteller von Motorrädern in China und unterhält auch auf diesem Gebiet verschiedene Marken.
| Marke                            | Kommentar |
| -------------------------------- | --- |
| Geely                            | Unter der Stamm-Marke wurde 2002 die PKW-Fertigung aufgenommen. 2010 bis 2012 sollte sie zugunsten der drei neuen Marken Englon, Gleagle und Emgrand eingestellt werden. Nach einem Umsatzeinbruch 2011 bis 2013 wurden die drei Marken aber 2014 wieder unter dem gemeinsamen Dach Geely zusammengeführt.                                 |
| Shanghai Maple Automobile (SMA)  | Geely war seit 2002 an SMA beteiligt und übernahm diese 2008 komplett als Einstiegsmarke. 2010 bis 2012 wurde die Marke SMA durch Englon abgelöst. |
| Englon                           | Englon war ab 2010 die neue Marke für das preiswerte Einstiegssegment und ersetzte damit SMA. 2014 wurde Englon wieder unter das Dach Geely geholt und etwas später durch Vision abgelöst. |
| Gleagle                          | Ab 2010 repräsentierte Gleagle das mittlere Preissegment, und darüber wurden die Fahrzeuge der bisherigen Marke Geely vertrieben. Auch Gleagle wurde 2014 wieder in Geely reintegriert. |
| Emgrand                          | Emgrand sollte das gehobenere Preissegment besetzen und mit überwiegend neu entwickelten Fahrzeugen versorgt werden. Wurde auch in Geely reintegriert. |
| Vision                           | Vision (远景 = Yuanjiang) ersetzt seit ca. 2016 Englon als Submarke für den Einstiegsbereich. |
| Kandi                            | Seit 2013 betreibt Geely (anfangs über SMA) ein 50/50%-Joint-Venture mit der Kandi Technologies Group, einem Hersteller von Antriebstechnik für Elektroautos. Die daraus entstandene gemeinsame Tochter Zhejiang Kandi Vehicles sollte Elektroautos für den chinesischen Markt herstellen, seit 2018 wird aber auch in die USA exportiert. |
| Zhidou (ZD Auto)                 | ZD Auto ist seit 2014 ein Joint Venture, an dem Geely die Mehrheit hält. ZD Auto baute bis 2019 zweisitzige elektrische Stadtautos. |
| Lynk & Co                        | Die Marke ist zwischen Geelys chinesischen Marken und Volvo positioniert und bietet seit 2018 auf der technischen Basis der kleineren Fahrzeuge von Volvo Modelle mit verbesserter Konnektivität für ein jüngeres Publikum an. |
| Geometry                         | Über Geometry werden seit 2019 rein elektrische Autos angeboten werden, vorwiegend für den chinesischen Markt. |
| Zeekr                            | Die Marke verkauft wie Geometry rein elektrische Autos, ist aber höher positioniert. Sie wurde 2021 gegründet. |
| Radar                            | Die Marke verkauft elektrisch angetriebene Pick-ups. Im Juli 2022 wurde mit dem Radar RD6 das erste Fahrzeug vorgestellt. |
| Knewstar                         | Im September 2024 wurde mit dem Knewstar 001 das erste Modell der Marke vorgestellt. Die Marke ist nur für Russland bestimmt. |
| Marken aus Auslandsbeteiligungen | |
| Volvo                            | 2010 wurde die damals deutlich größere, aber angeschlagene schwedische Volvo Personvagnar von Ford übernommen und saniert. Dazu gehören die Nutzungsrechte am Namen Volvo (gemeinsam mit Volvo Group) und an Polestar. |
| Polestar                         | 2015 erwarb Geely/Volvo von einem Rennstall (heute Cyan Racing) deren Abteilung als markeninterner Volvo-Tuner und die Namensrechte an Polestar. Auf der Basis von Volvo sollen Elektrofahrzeuge angeboten werden, vorrangig für den Export. Dazu gab es Anfang 2019 eine Markenvorstellung in Berlin.                                     |
| London EV Company (LEVC)         | Nach einer Zusammenarbeit seit 2006 übernahm Geely 2013 die London Taxi Company und benannte sie 2017 in London Electric Vehicle Company (LEVC) um. |
| Proton                           | 2017 übernahm Geely von DRB-HICOM 49,9 % der Anteile an Proton. |
| Lotus                            | Zusammen mit der Beteiligung an Proton erwarb Geely auch 51 % der Anteile an Lotus, einem britischen Hersteller von Sportwagen, der über besonderes Know-how zum Leichtbau von Fahrzeugen verfügen soll. |
| Terrafugia                       | 2017 kaufte Geely Terrafugia, einen US-amerikanischen Entwickler und Hersteller eines straßenfähigen Kleinflugzeugs. Das Zulassungsverfahren soll abgeschlossen sein und die Produktion vorbestellter Maschinen möglicherweise noch 2019 beginnen. Ein ähnliches Fahrzeug als Senkrechtstarter soll in der Entwicklung sein.               |
| Smart                            | 2018 Gründung Joint Venture mit Daimler. 2022 Aufnahme der Produktion von Smart in China erfolgt. |

## PKW-Modellübersicht

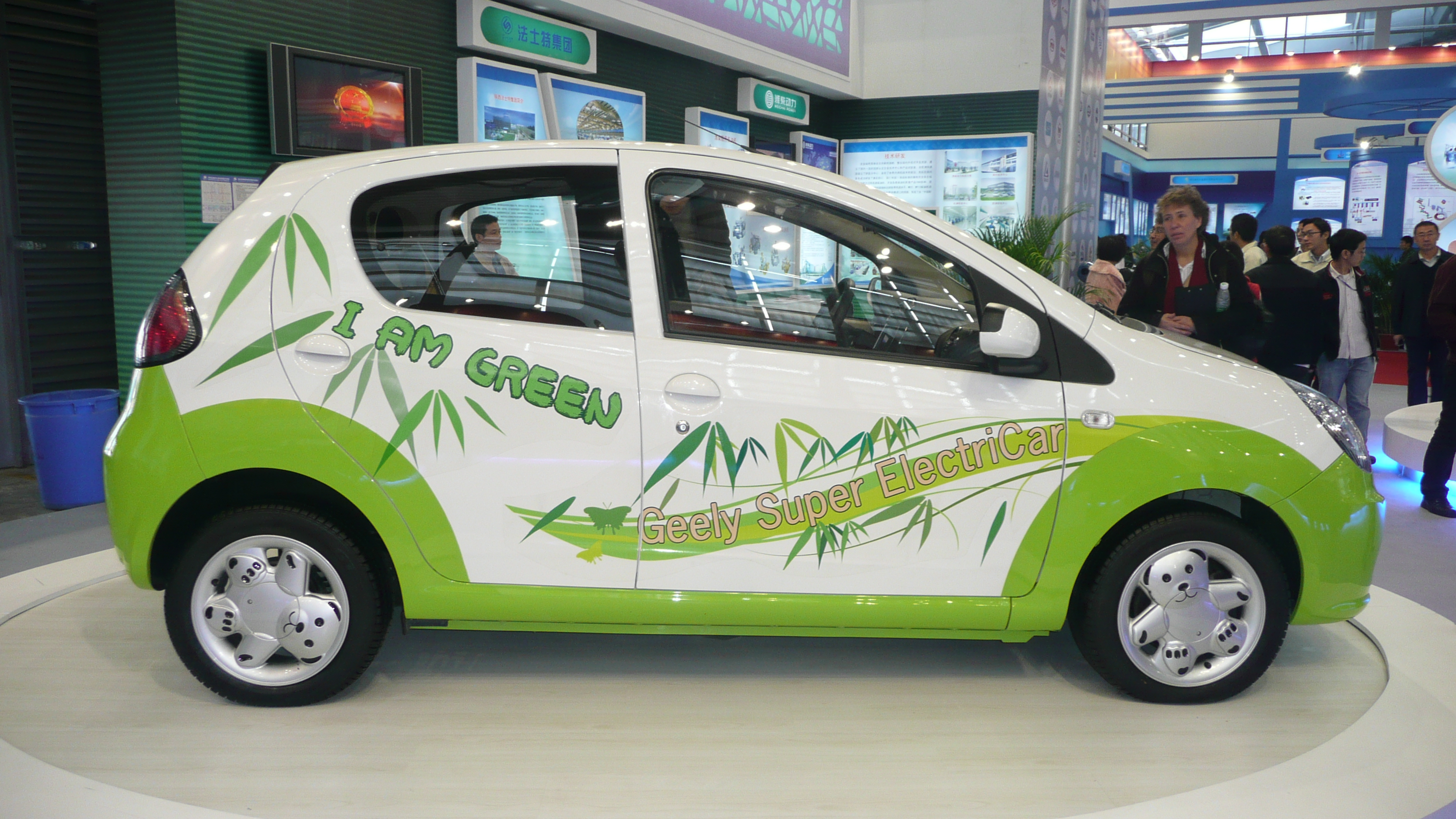
Electrocar Panda 2009

Jeweils das gleiche Modell wurde/wird unter einer Vielzahl von Bezeichnungen angeboten. Ursachen dafür sind u. a., dass anfangs Modelle anderer Hersteller in Lizenz gefertigt, verschiedene andere Hersteller übernommen und im Export teilweise länderspezifisch unterschiedliche Bezeichnungen benutzt wurden. Hinzu kommt, dass bestehende Geely-Modelle vorübergehend unter den Marken Englon/Gleagle/Emgrand angeboten wurden und diese dann in Submarken von Geely umgewandelt wurden. Die Submarke Englon wurde später durch Vision (= YuanJing) ersetzt. Die hier genannten Bezeichnungen sind nur ein Auszug, soweit sie in der deutschsprachigen Wikipedia genannt werden.
Kleinstwagen
- Geely/Gleagle Panda/GC2/EK-2/(Geely LC in Uruguay und Syrien), 2006–2017
- Geely Panda Mini, 2023–

Kleinwagen
- Geely 515
- Geely HA
- Geely/Gleagle CK/Otaka/Ziyoujian, 2004–2011
- Geely FC (Geely Vision in Russland), 2005–2011
- Geely/Englon MK/JinYing/JinGang/KingKong/LG/SC6, 2007–2017
- Geely GC5, 2011–2015
- Geely/Gleagle GC7, 2012–2014
- Geely FC3, 2018–2020

Kompaktklasse
- Geely Emgrand EC7/Emgrand 718, 2009–2021
- Geely SC7, 2011–2015
- Geely Emgrand GL, 2016–
- Geely Binrui, 2018–
- Geely Emgrand, 2021–

Mittelklasse
- Geely Emgrand EC8, 2010–2016
- Geely Galaxy A7, 2025–
- Geely Galaxy L6, 2023–
- Geely Galaxy Xingyao 6, 2025–
- Geely Xingrui, 2020–

Obere Mittelklasse
- Geely GC9 und Geely GE, 2015–2023
- Geely Galaxy E8, 2023–
- Geely Galaxy Xingyao 8, 2025–

Oberklasse
- Geometry A, 2019–[36]
- Geometry C, 2020–
- Geometry EX3, 2021–2022
- Geometry E, 2022–

Van
- Geely Galaxy L380, 2024–
- Geely Jiaji, 2019–

SUV
- Geely GX2/Geely LC Cross, 2008–2017
- Geely Emgrand EX7, 2014–2016
- Geely Emgrand GS, 2016–2023
- Geely Yuanjing X6, 2016–
- Geely Boyue, 2016–
- Geely Boyue Cool, 2023–
- Geely Boyue L, 2022–
- Geely S1, 2017–2019
- Geely Yuanjing X1, 2017–2019
- Geely Yuanjing X3, 2017–2022
- Geely Binyue, 2018–
- Geely Xingyue S, 2019–
- Geely Xingyue L, 2021–
- Geely Icon, 2020–
- Geely Haoyue, 2020–
- Geely Haoyue R7, 2025–
- Geometry C, 2020–
- Geely Galaxy E5, 2024–
- Geely Galaxy L7, 2023–
- Geely Galaxy M9, 2025–
- Geely Galaxy Starship 7, 2024–
- Geely Panda Knight, 2023–

Sportwagen
- Geely CD, 1,5 Liter (70 kW), 2009–2011

## Produktgalerie

### Emgrand

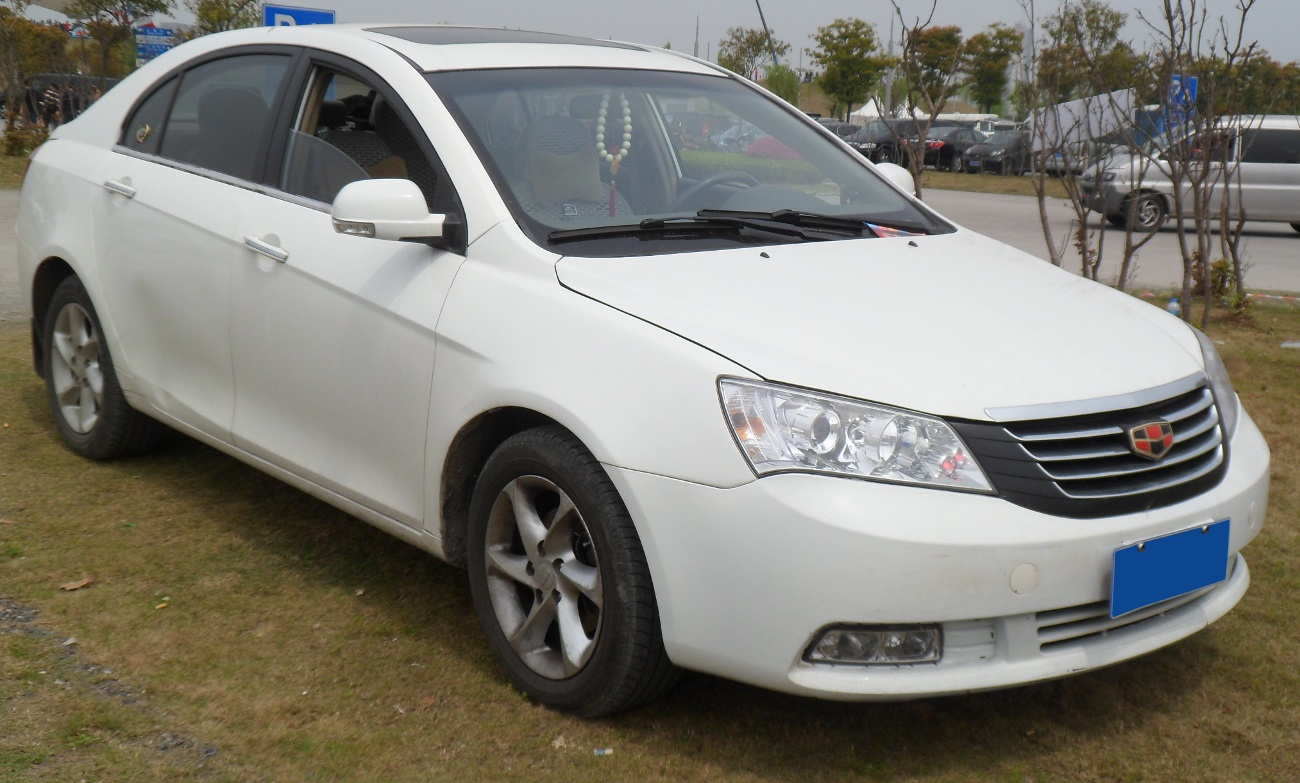
Emgrand EC7
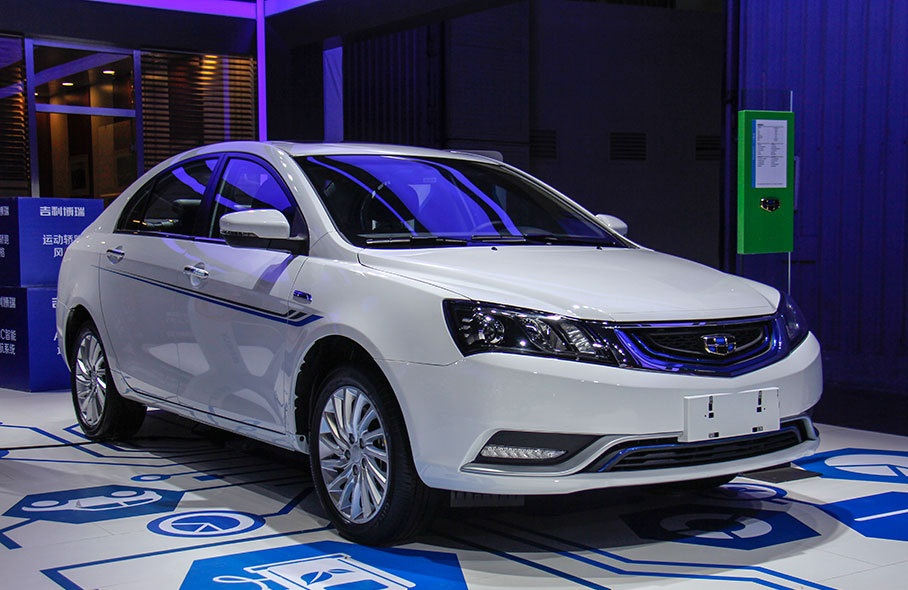
Emgrand EC7 EV
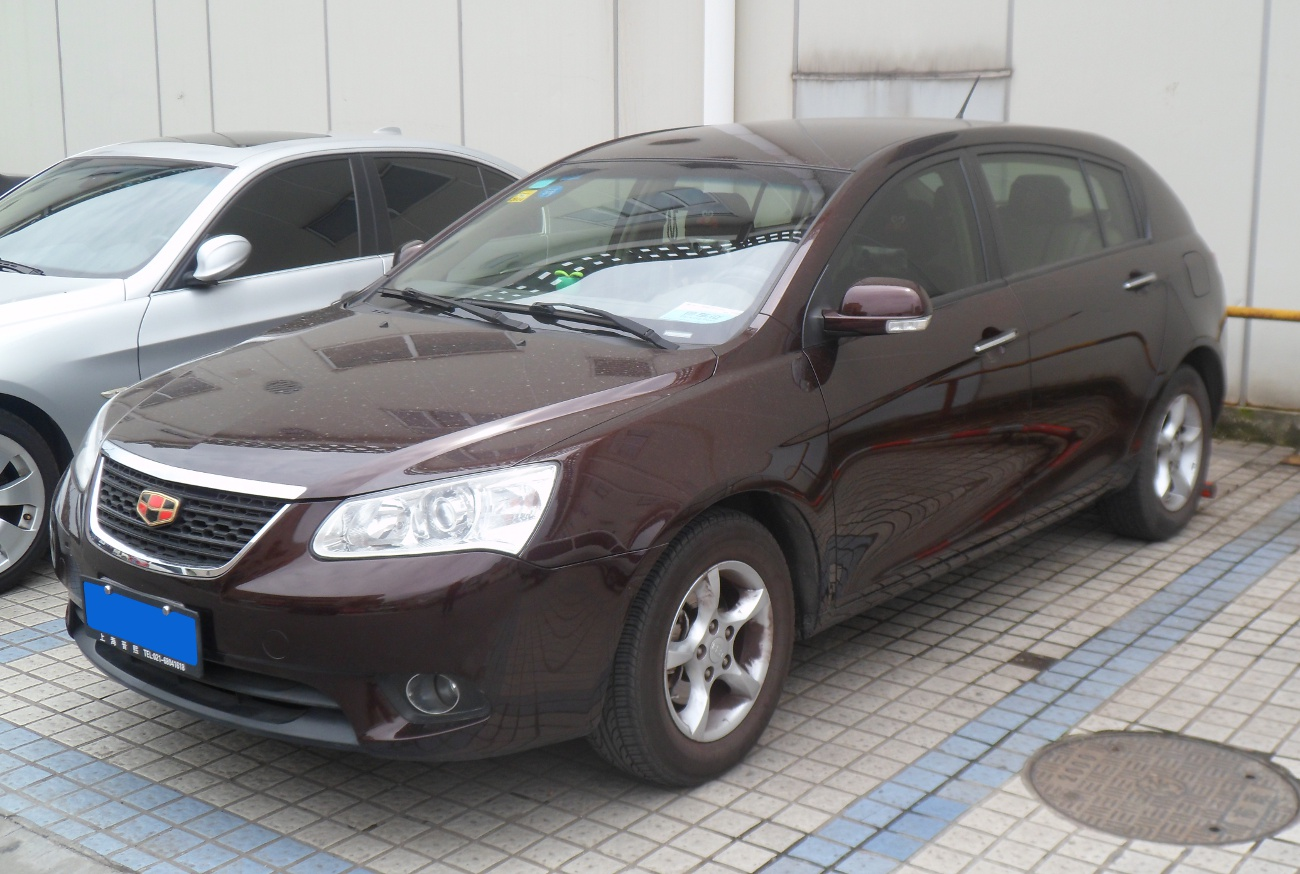
Emgrand EC7-RV
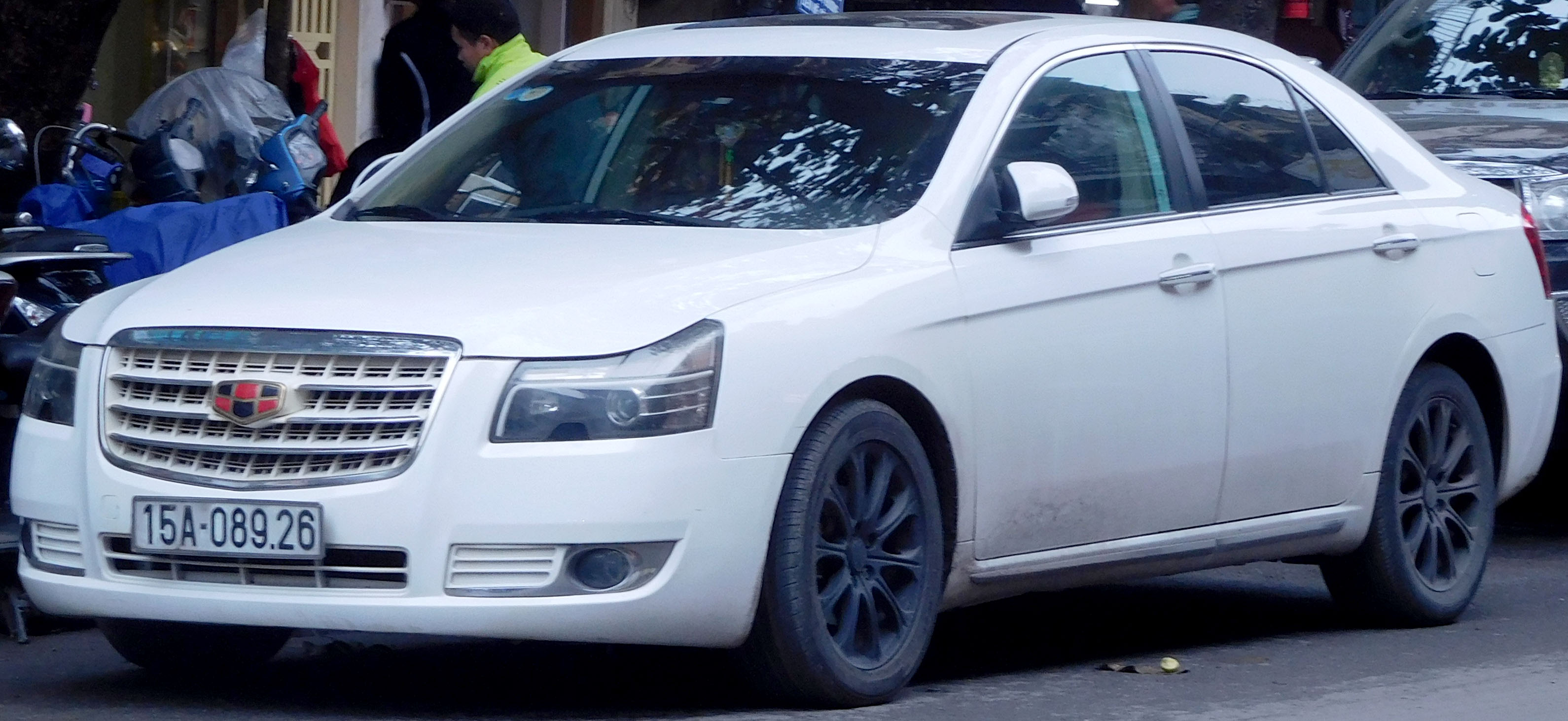
Emgrand EC8
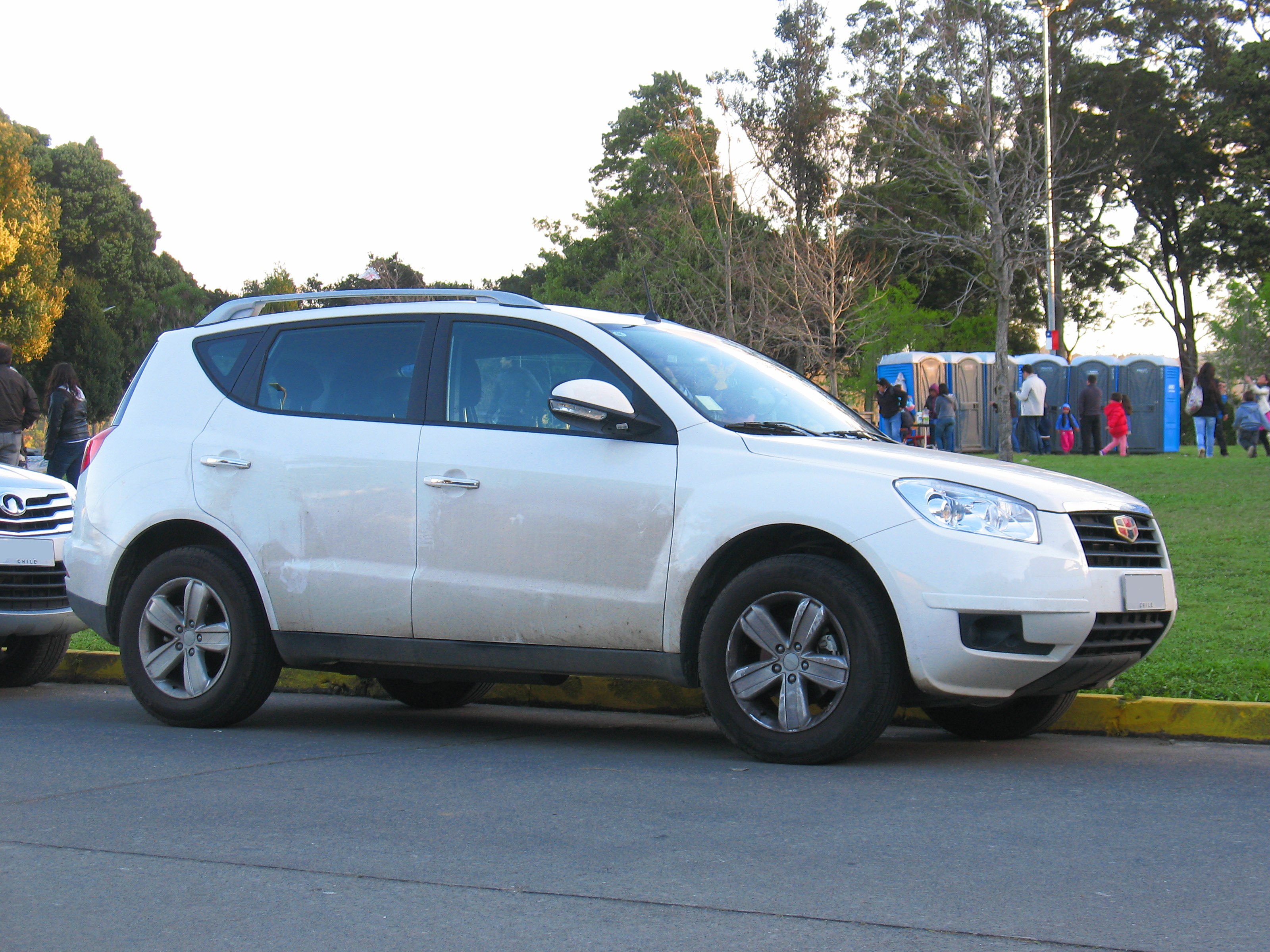
Emgrand EX7

### Englon

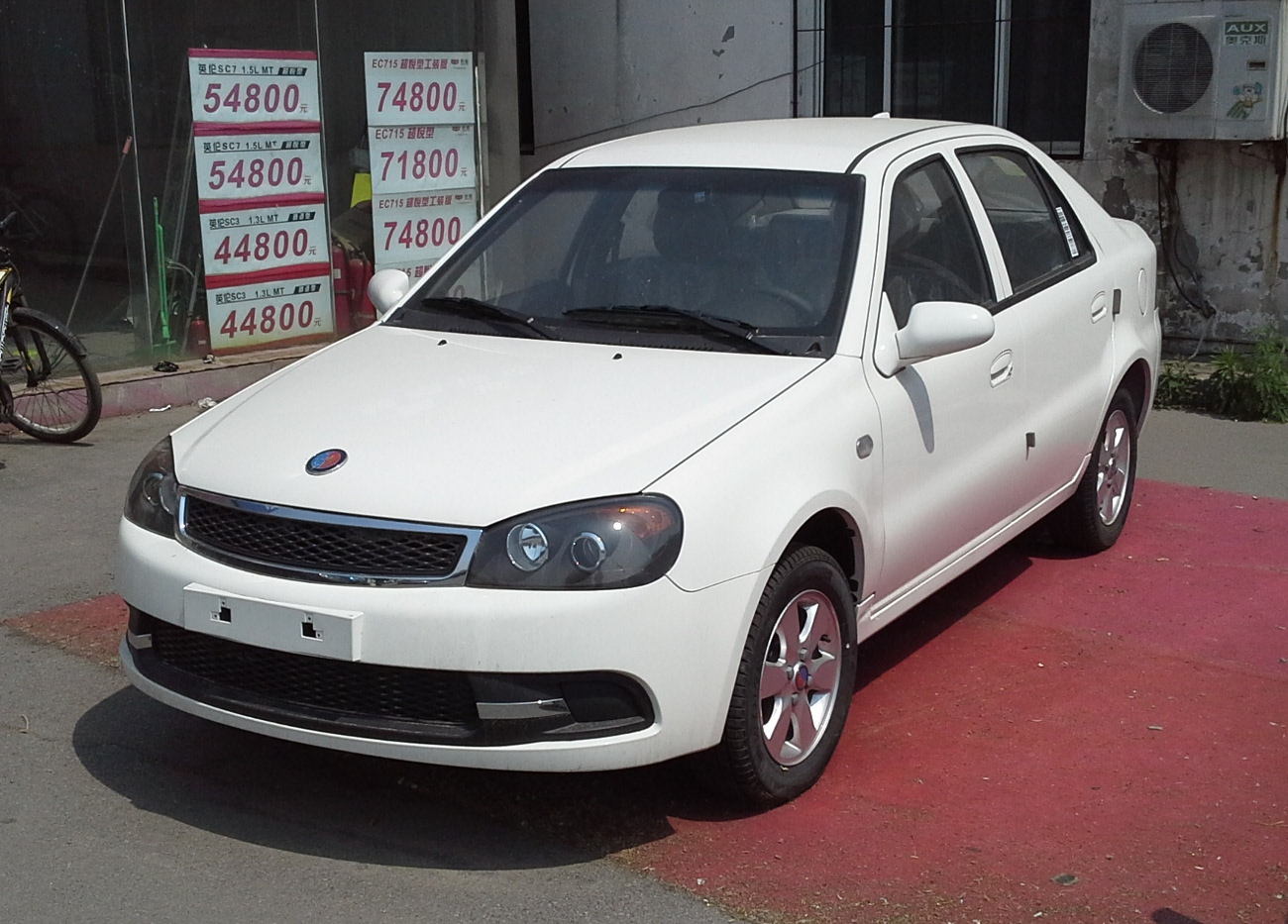
Englon SC3
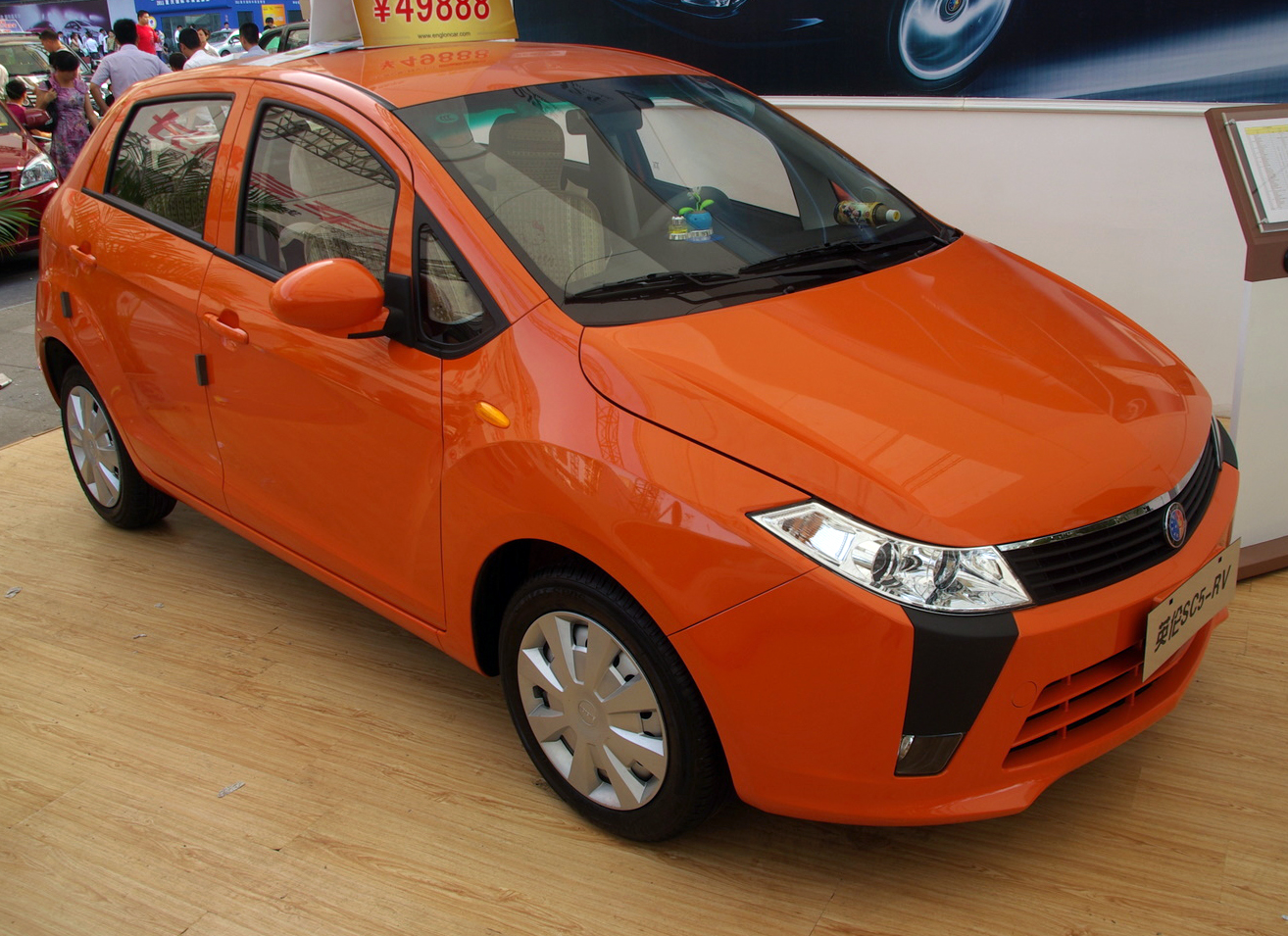
Englon SC5-RV
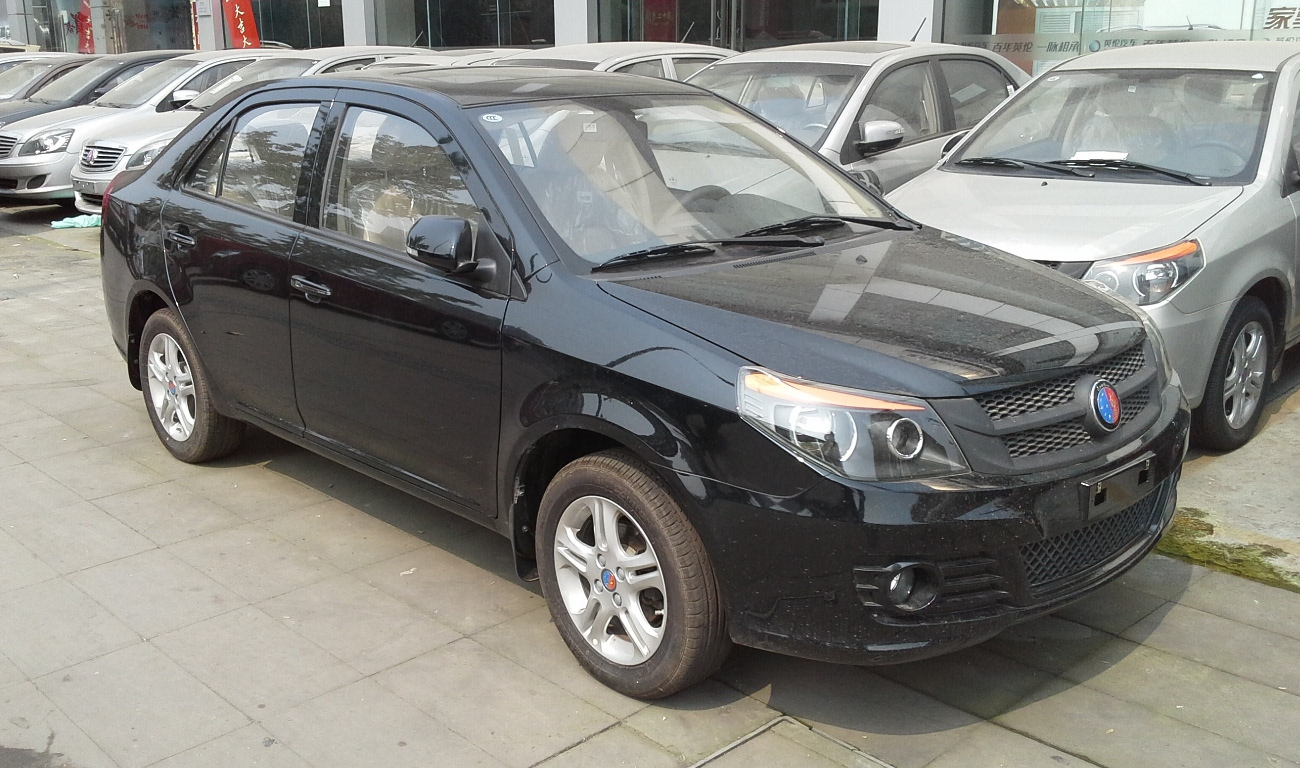
Englon SC6
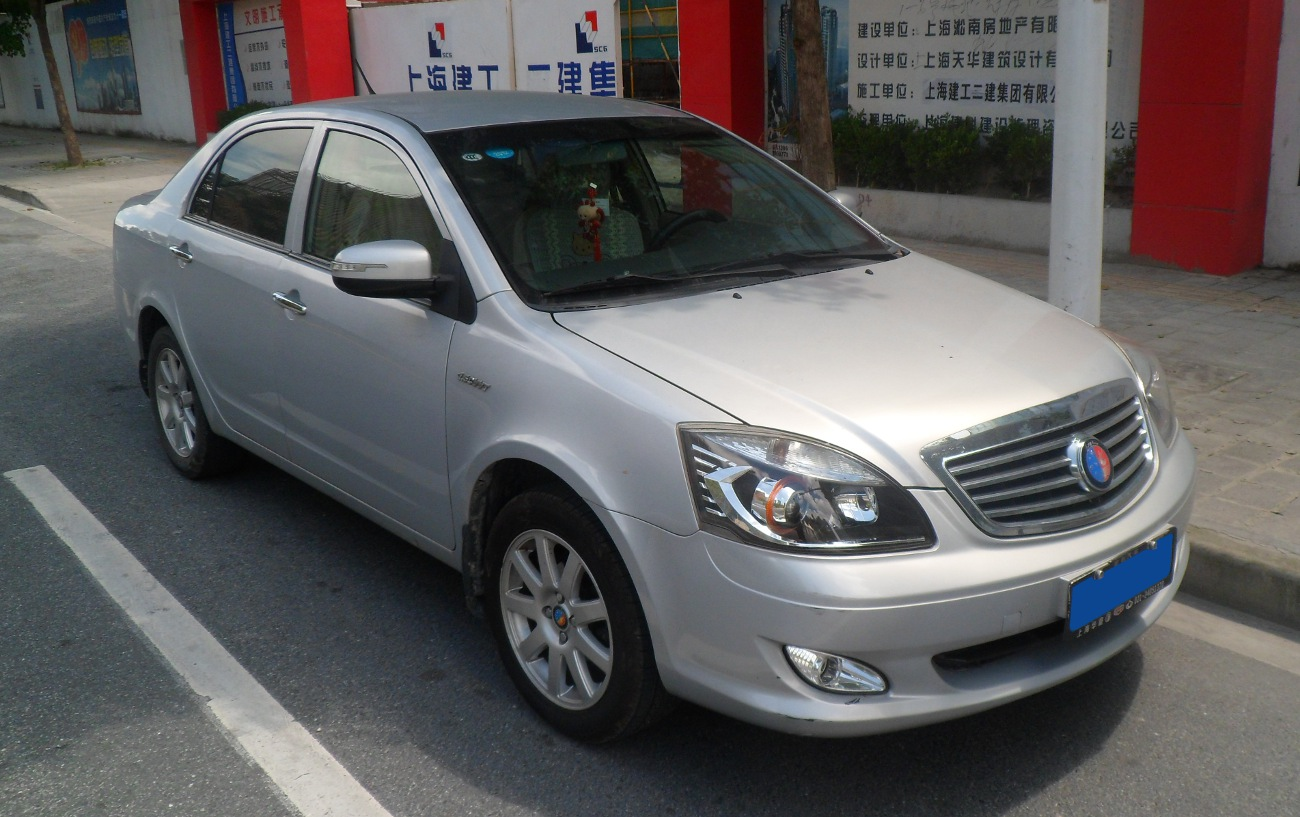
Englon SC7
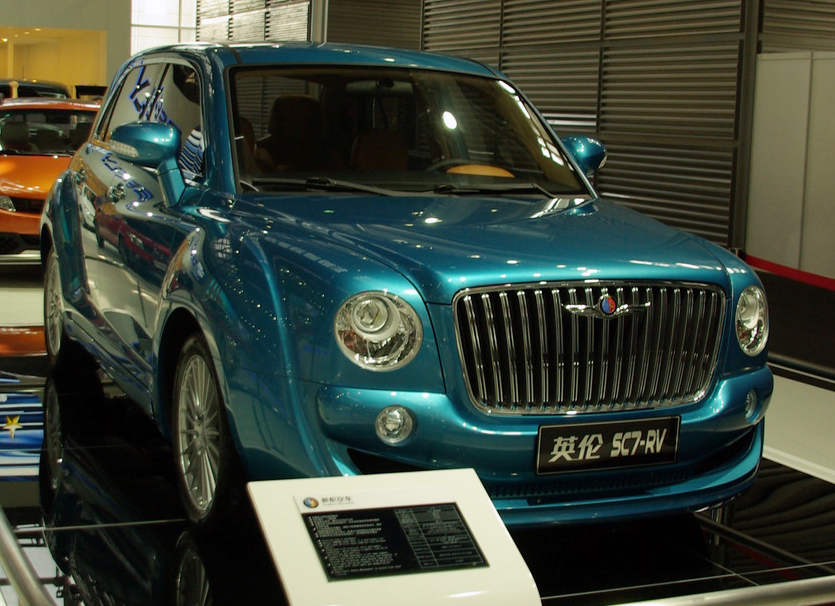
Englon SC7-RV
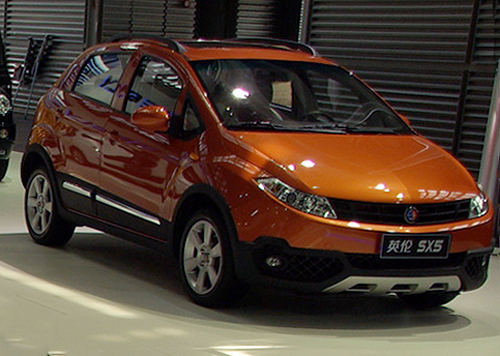
Englon SX5
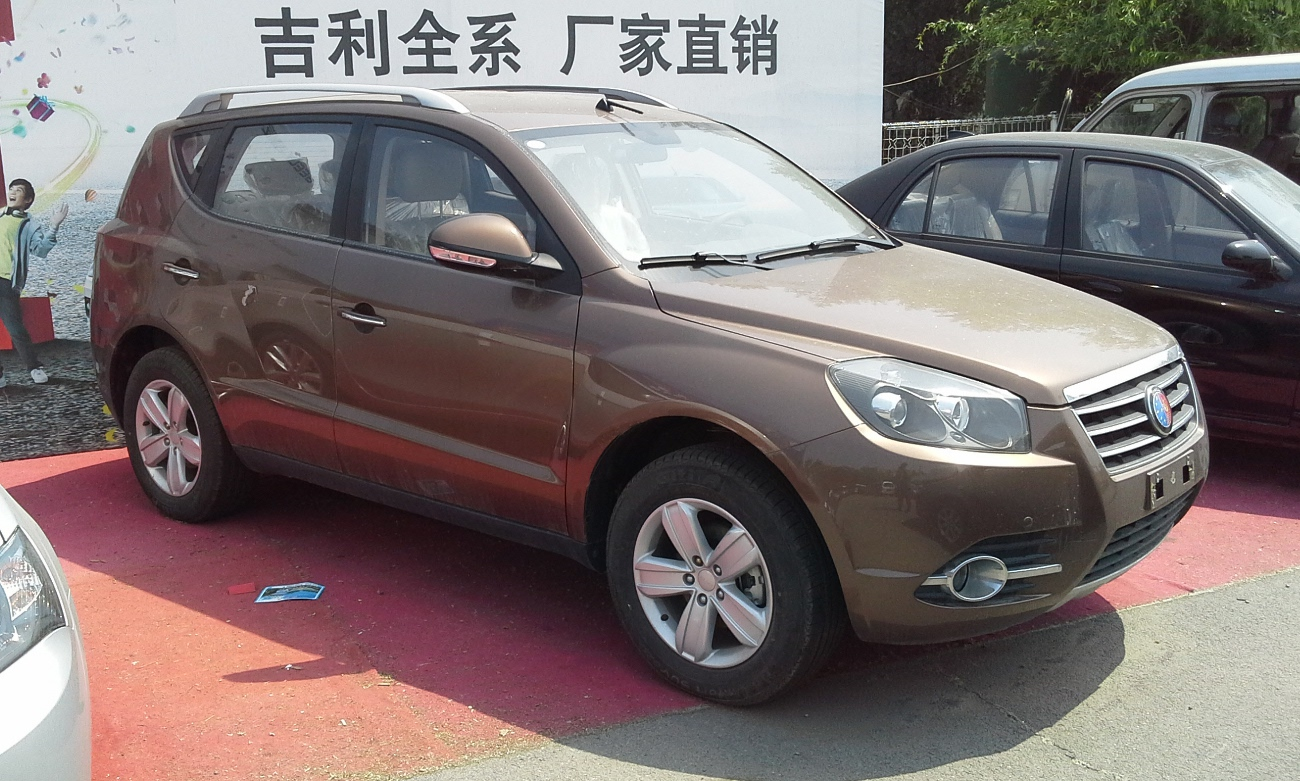
Englon SX7
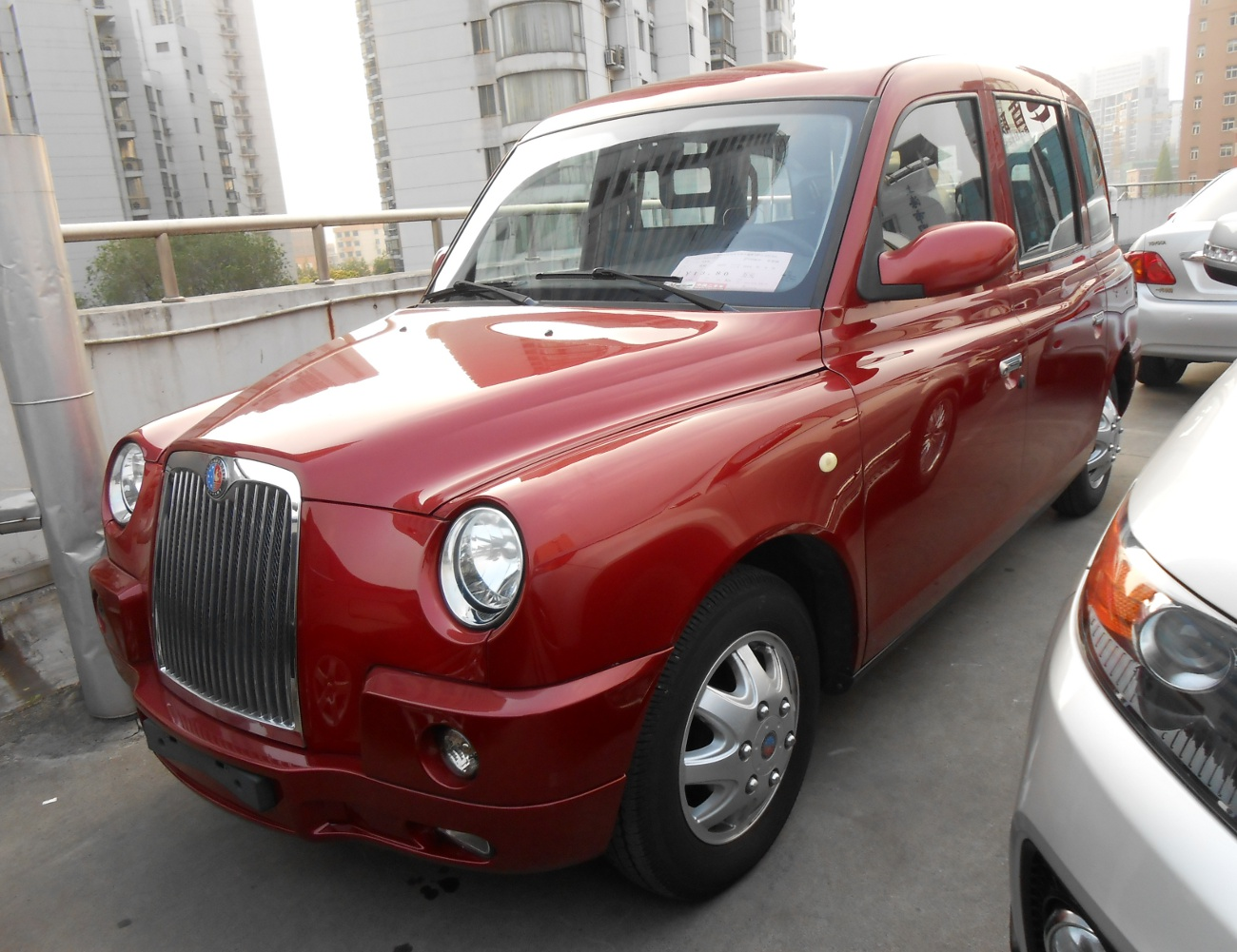
Englon TX4

### Geely

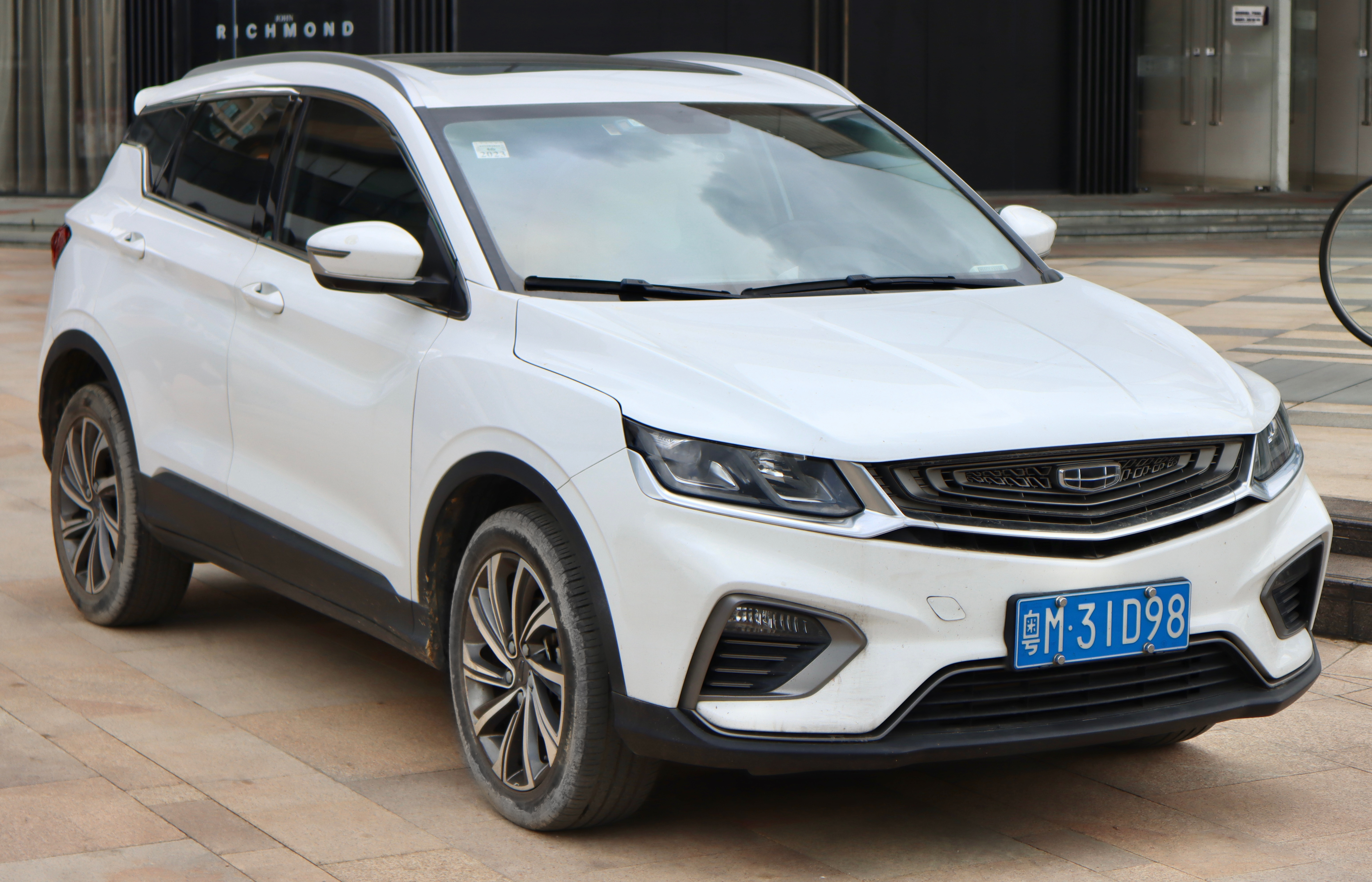
Geely Binyue
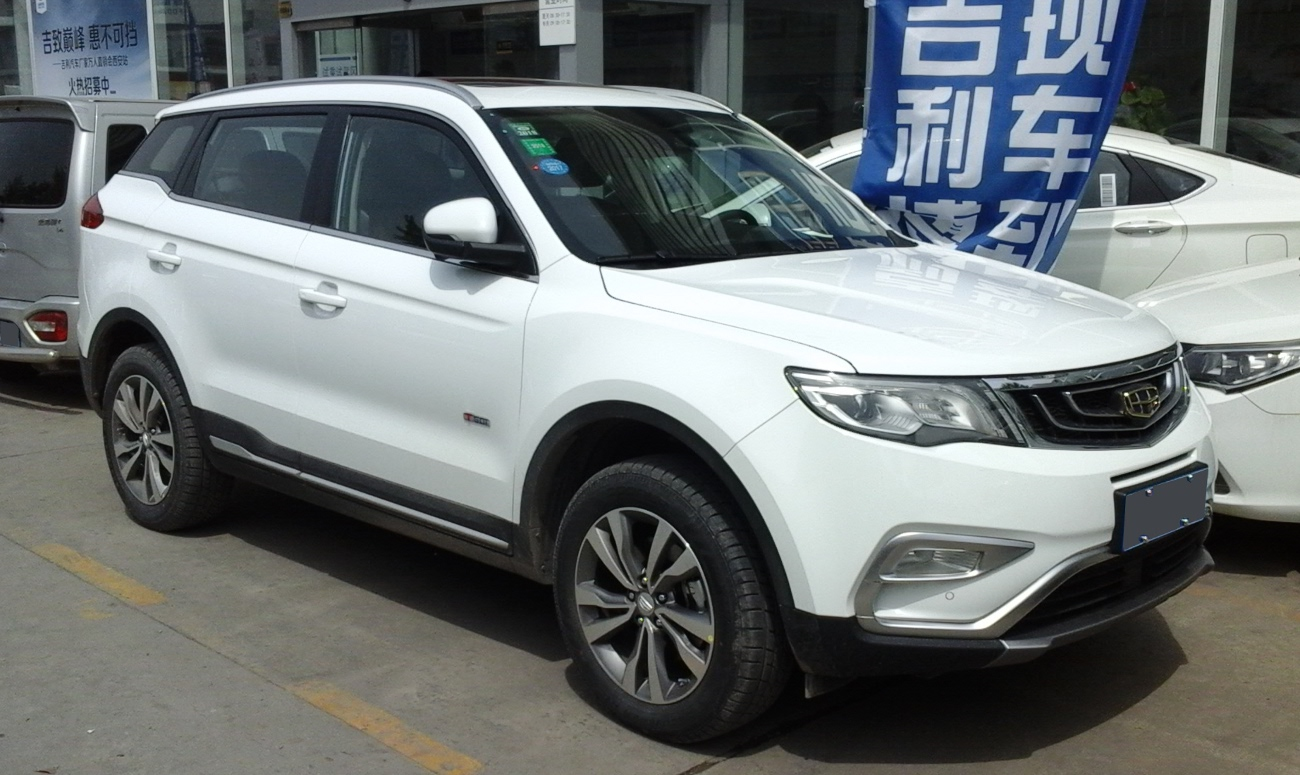
Geely Boyue
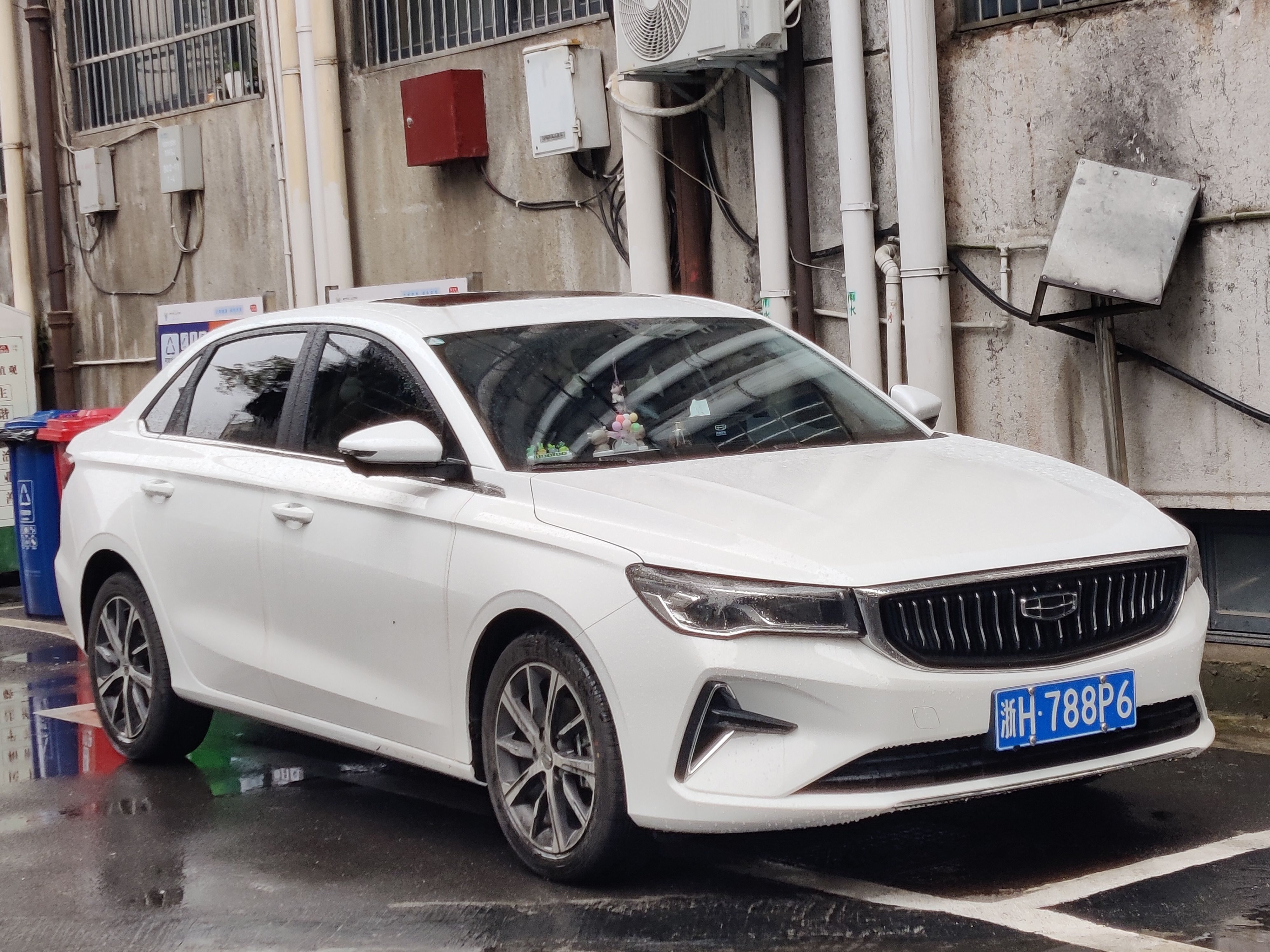
Geely Emgrand
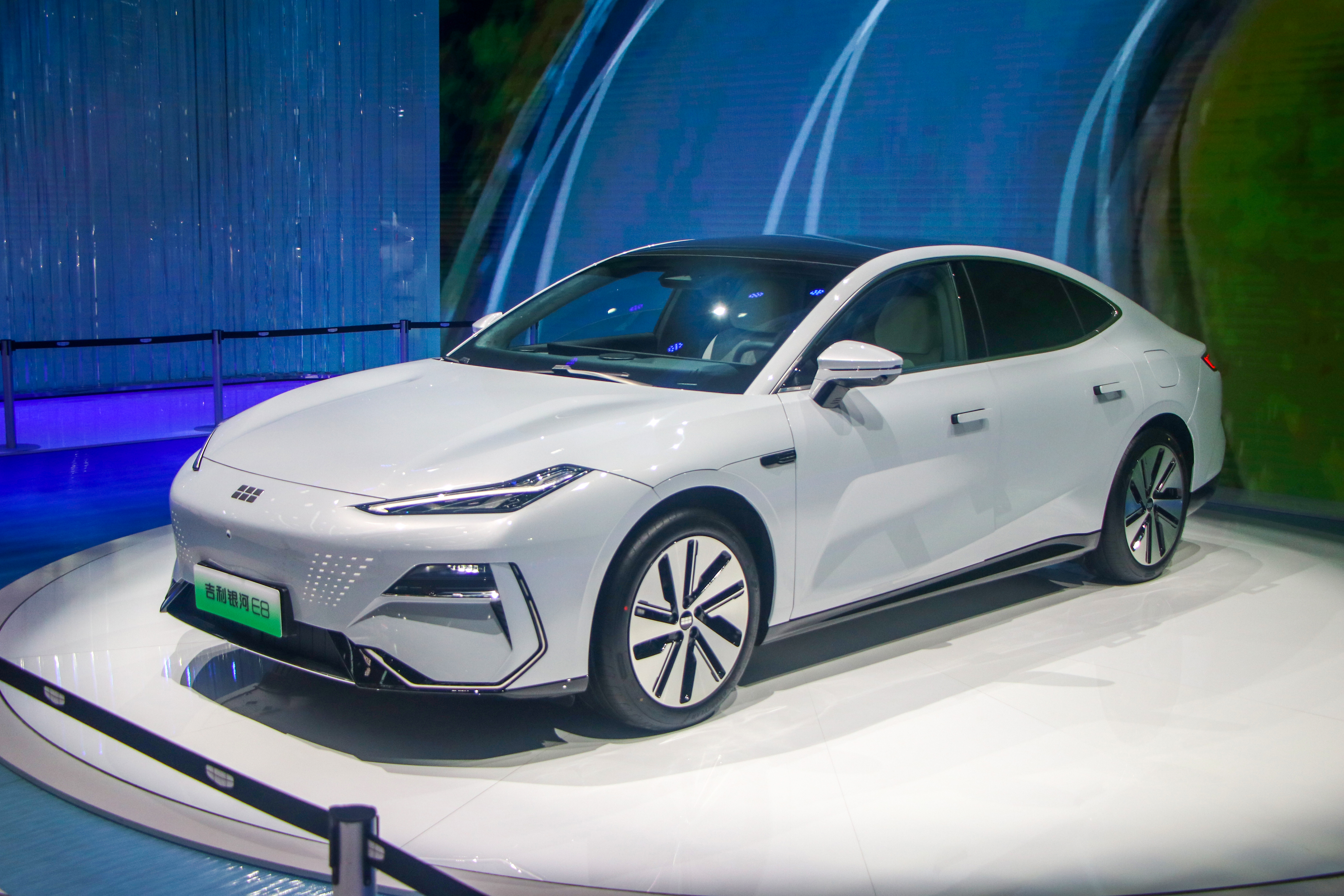
Geely Galaxy E8
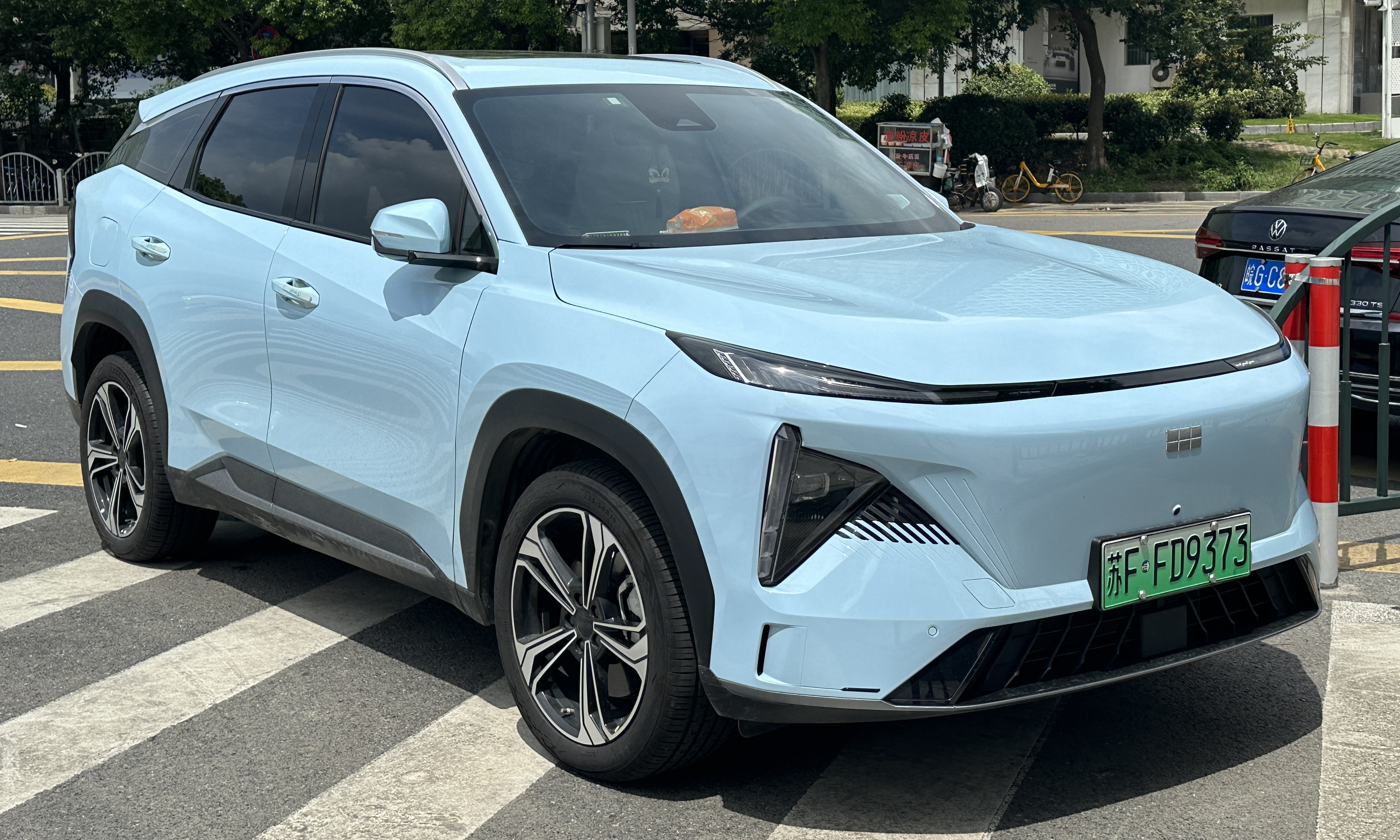
Geely Galaxy L7
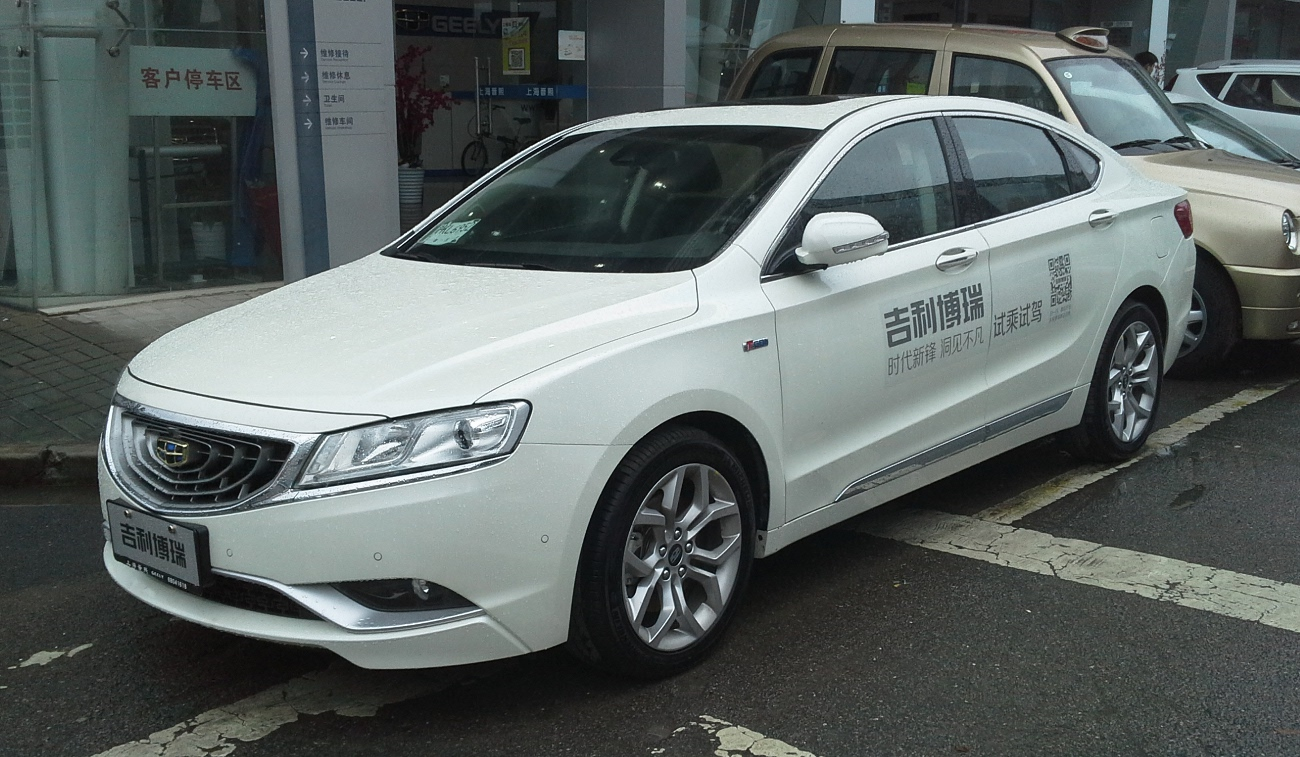
Geely GC9
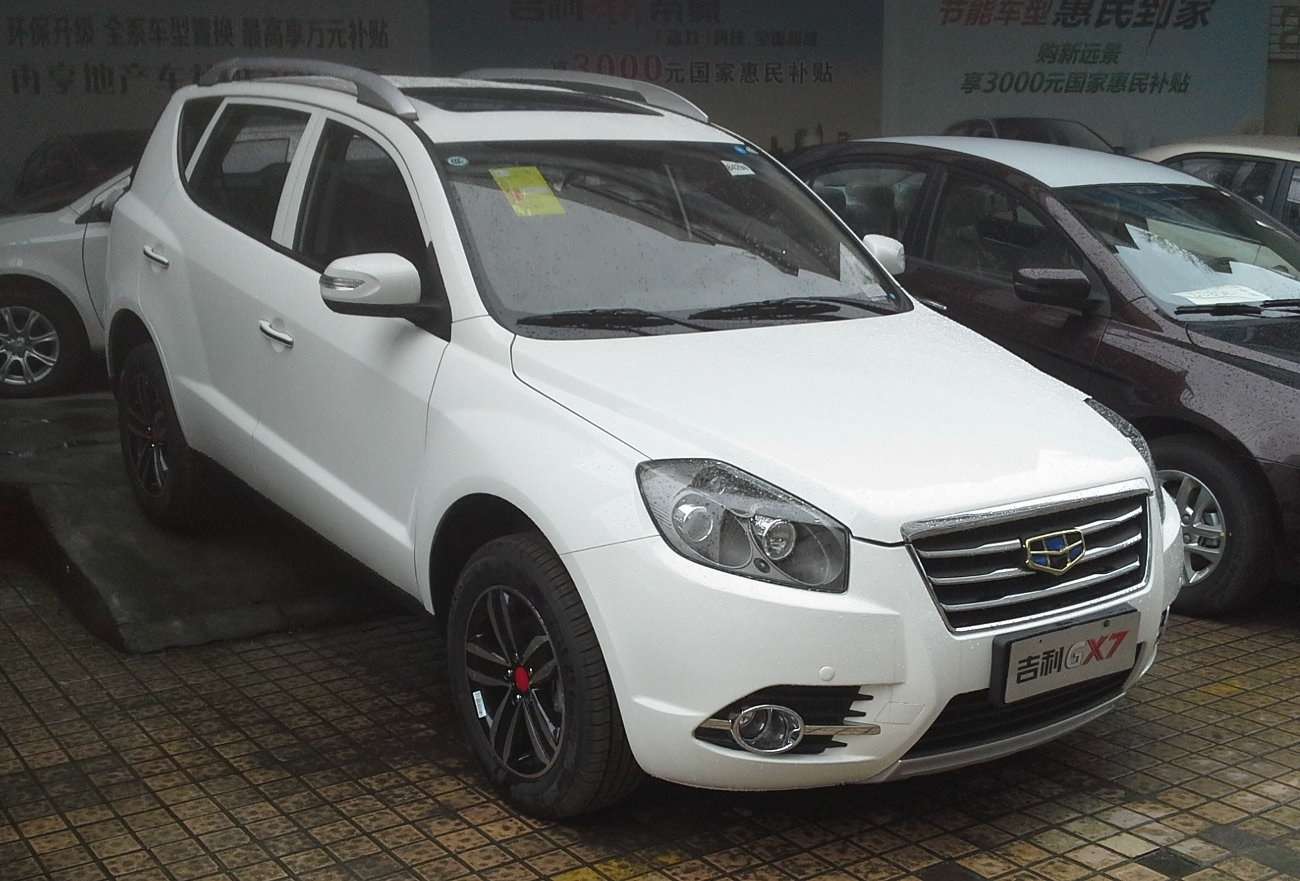
Geely GX7
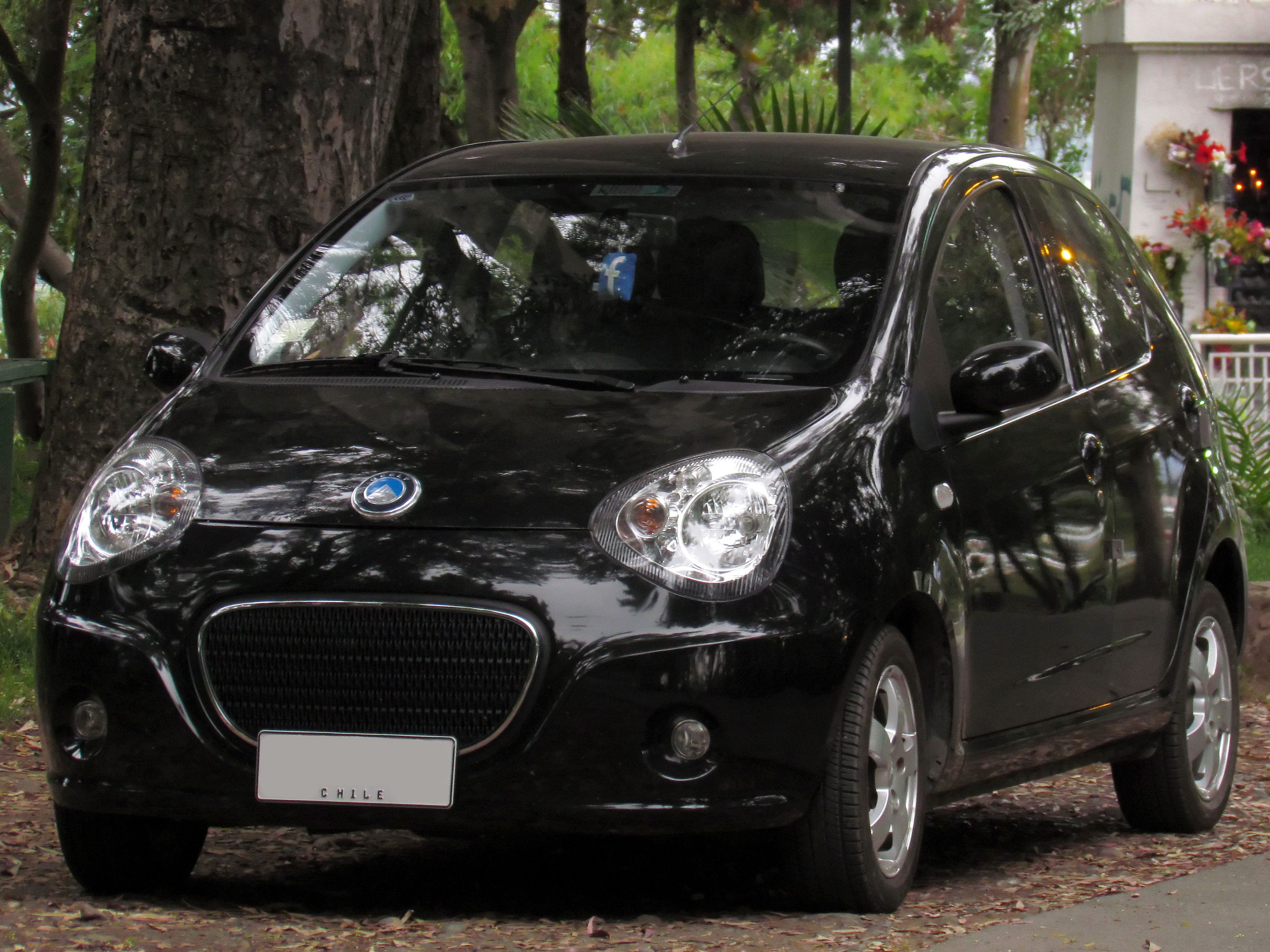
Geely LC (Panda)
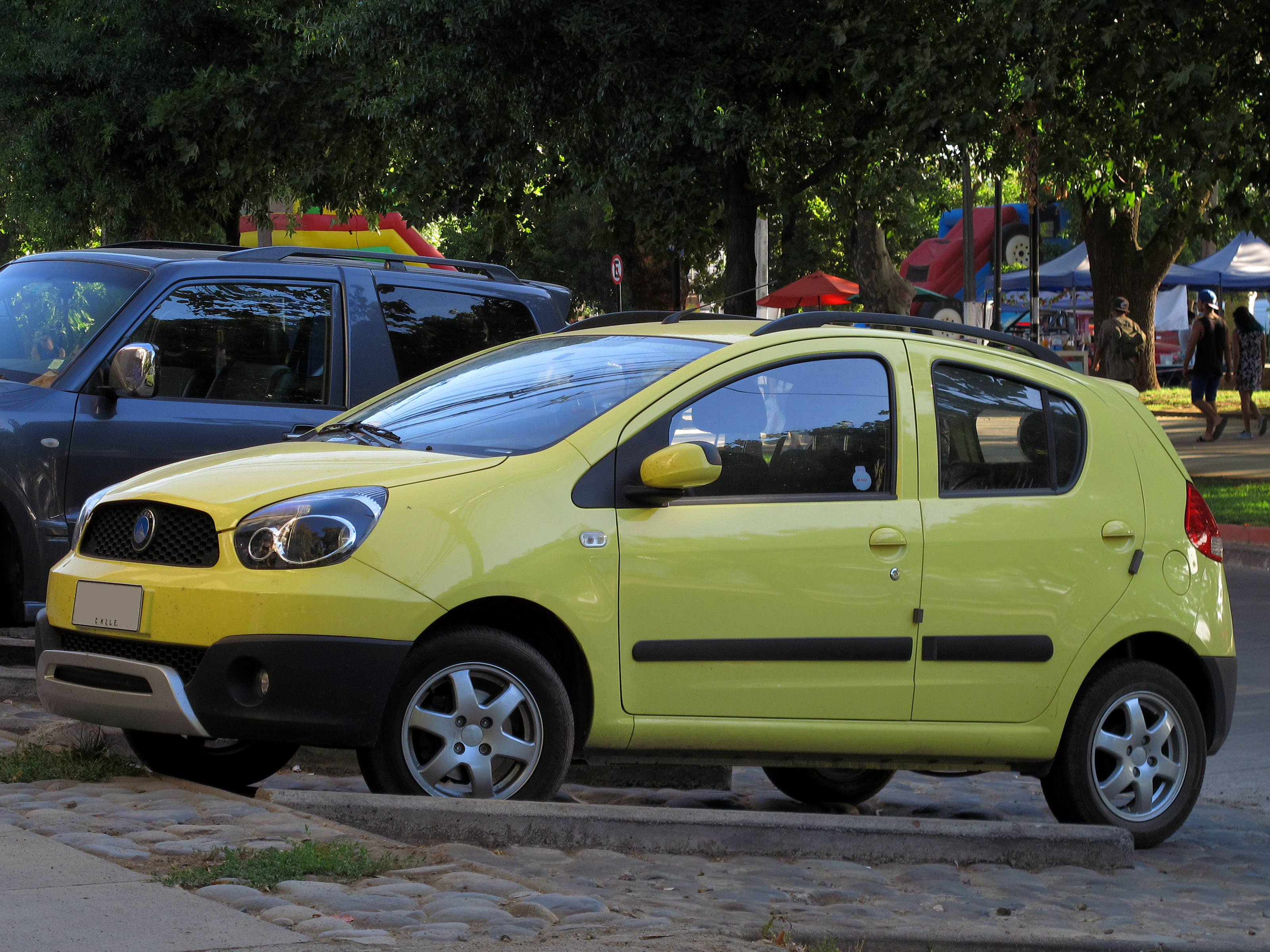
Geely LC Cross
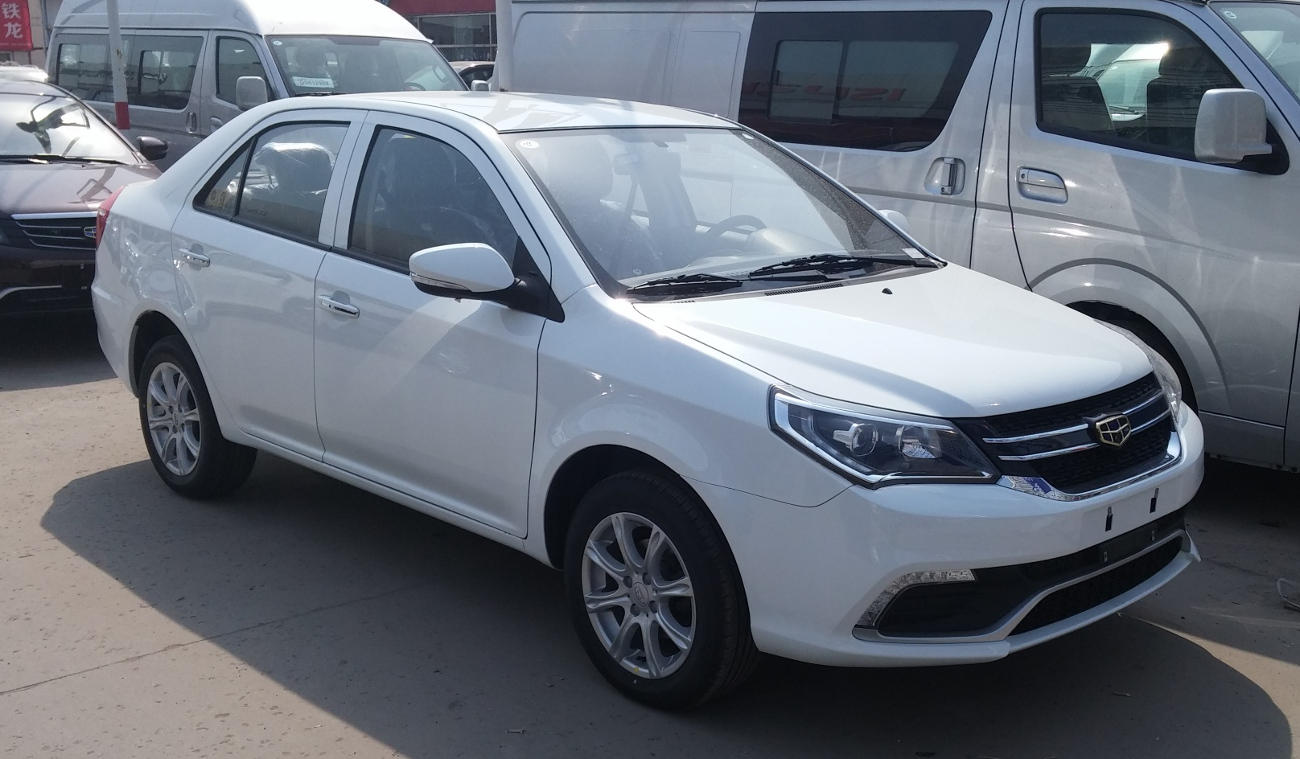
Geely MK
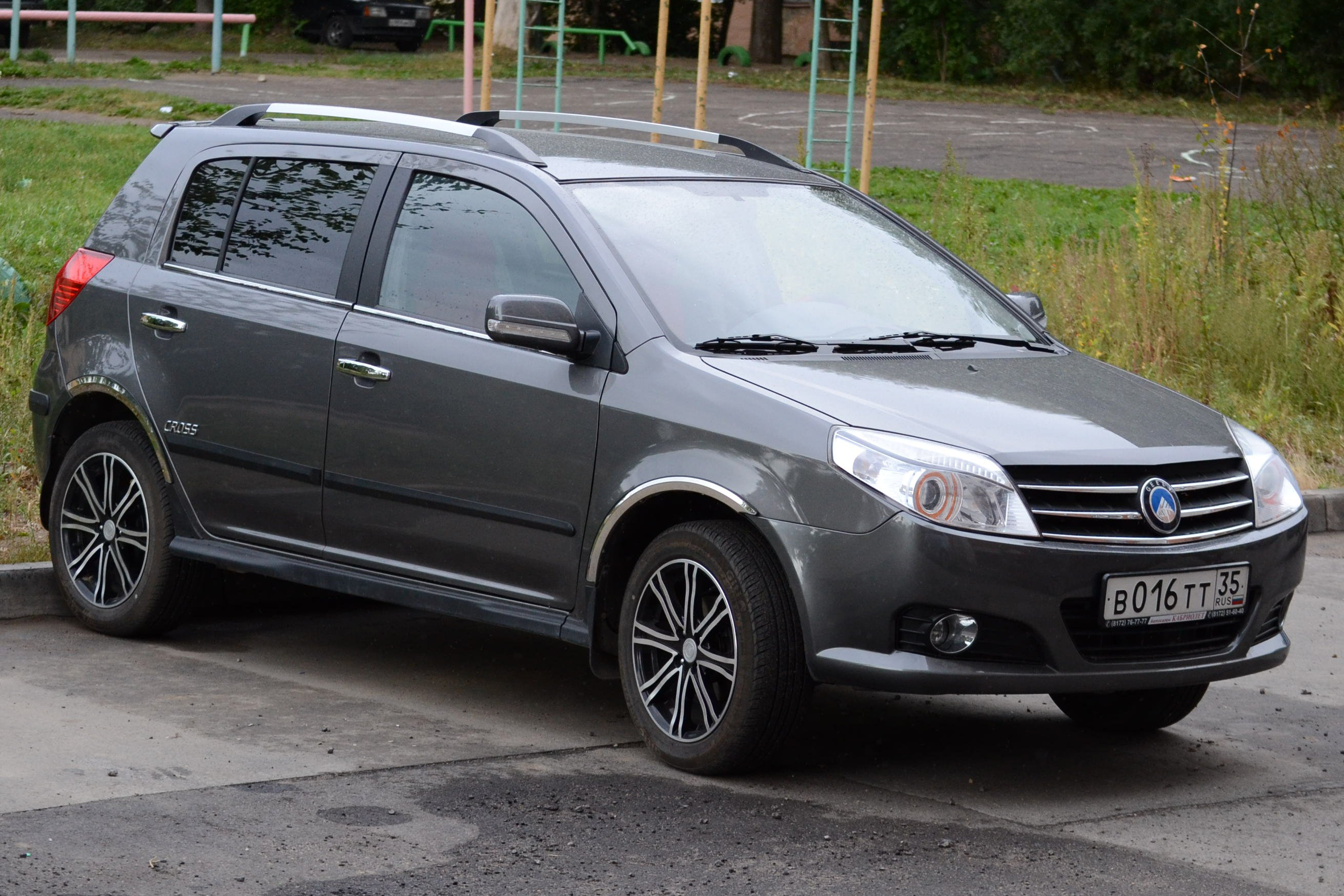
Geely MK Cross
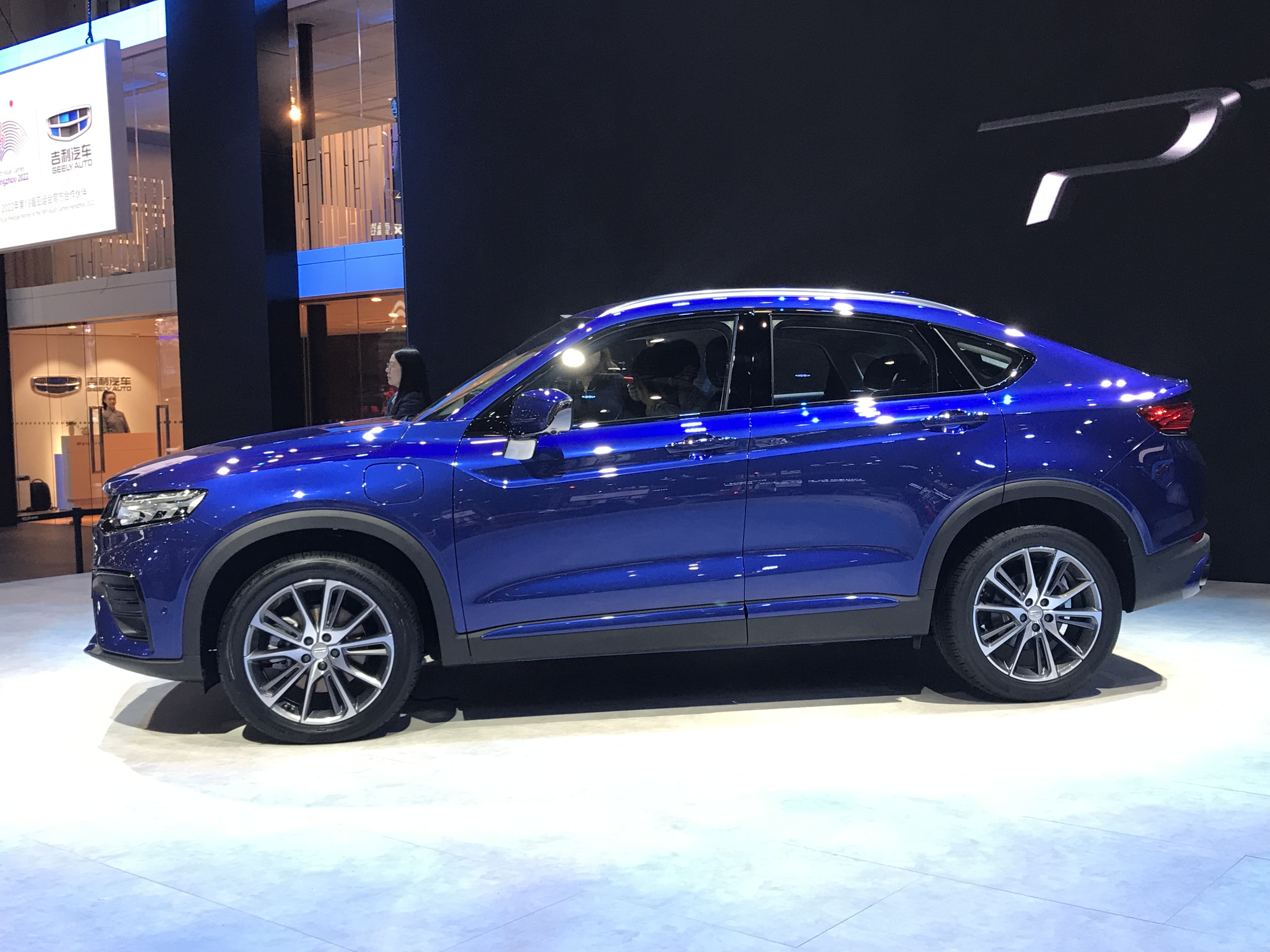
Geely Xingyue

### Geometry
Siehe Hauptartikel

### Gleagle

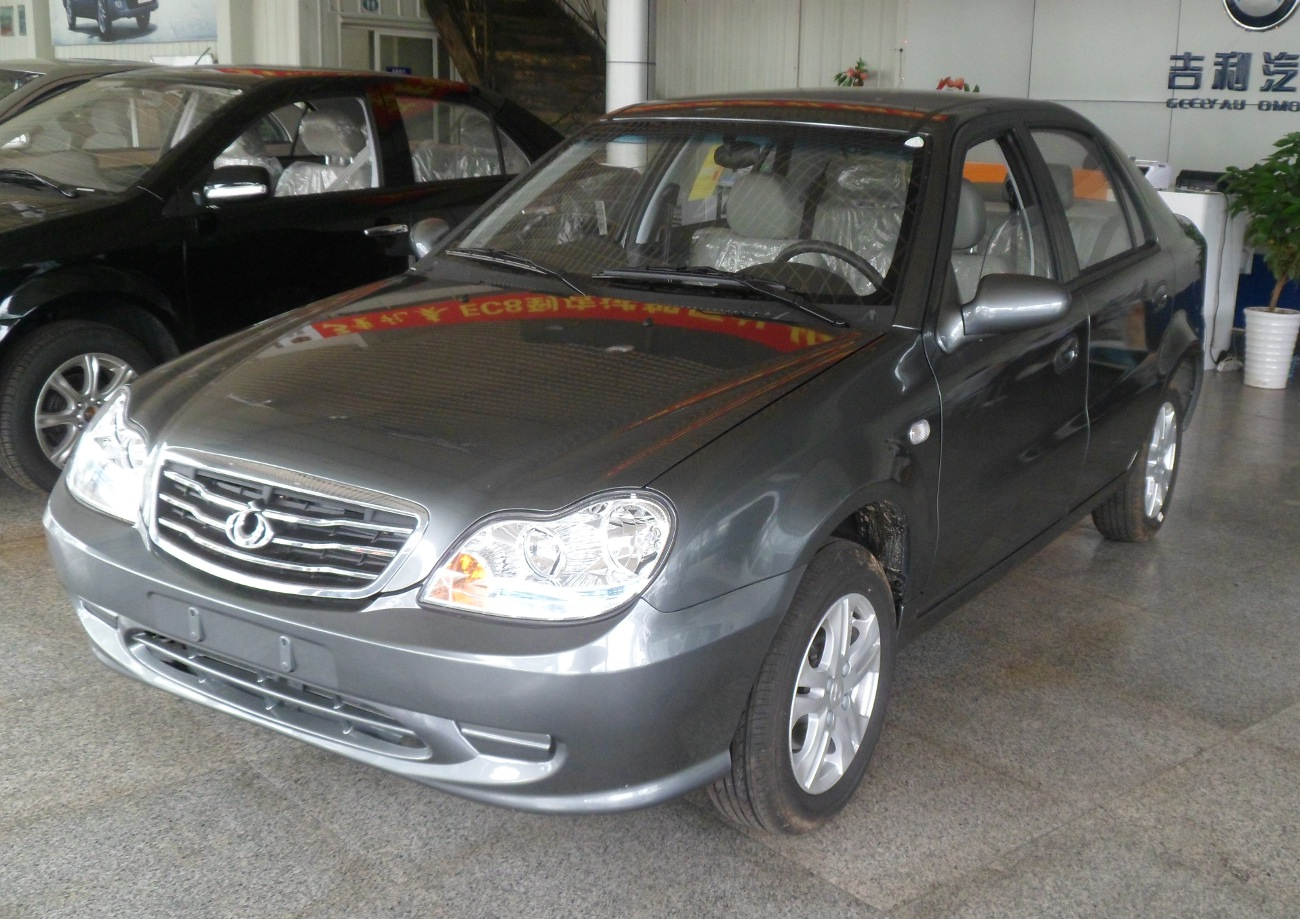
Gleagle CK
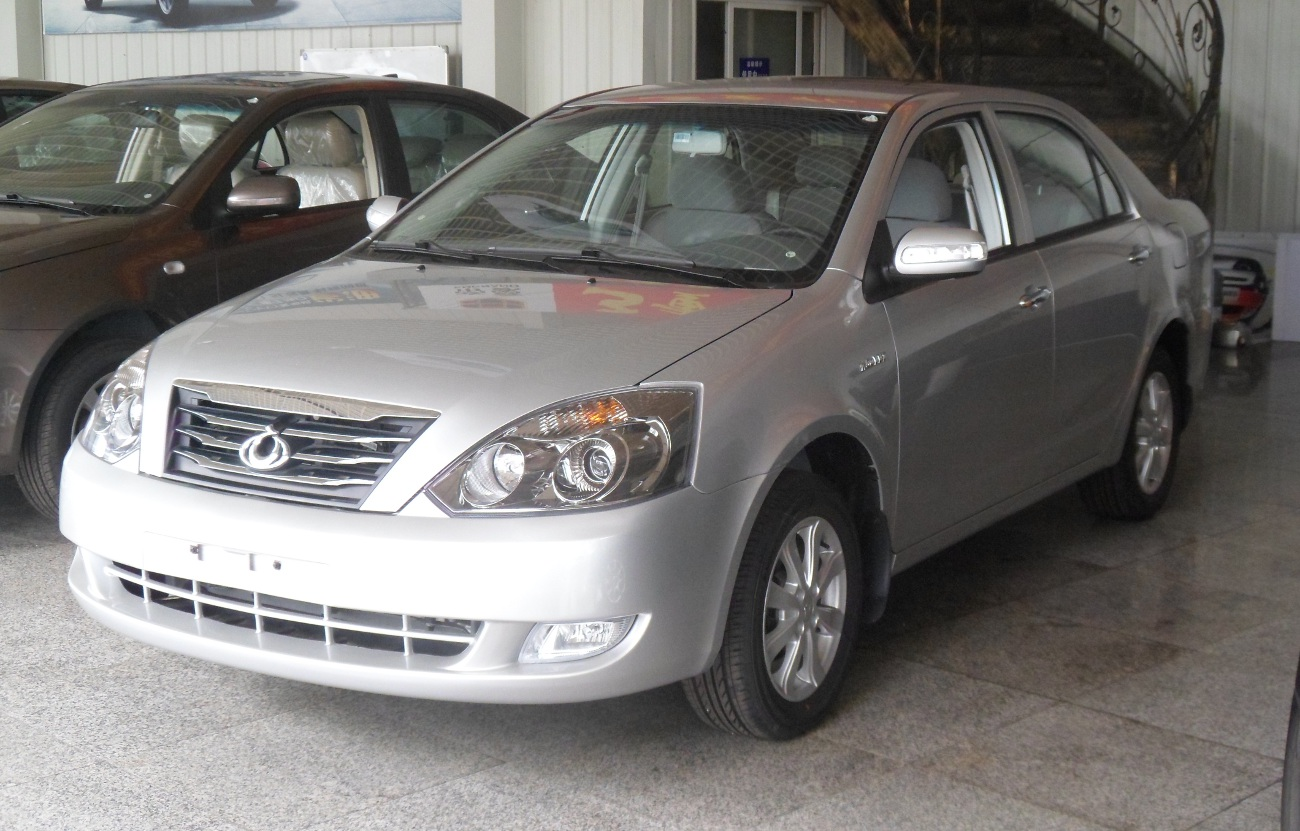
Gleagle FC
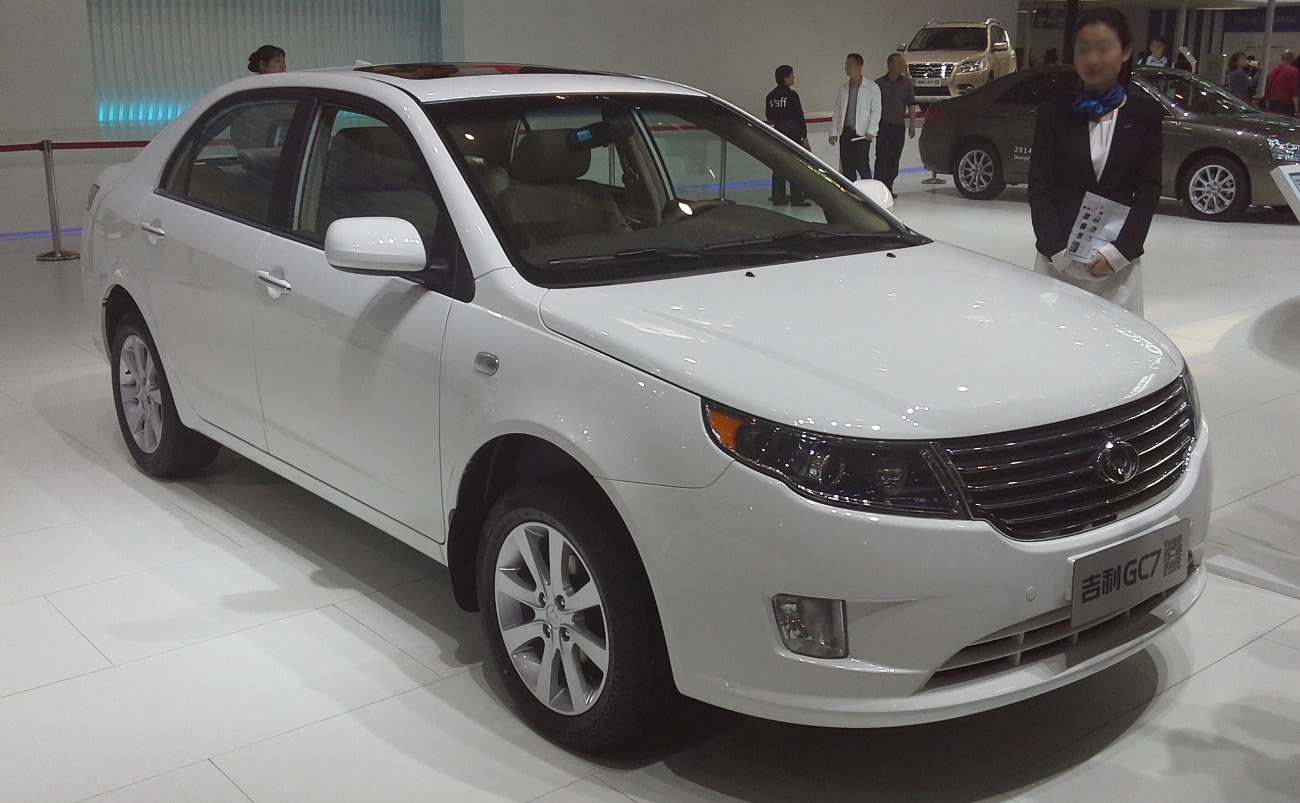
Gleagle GC7
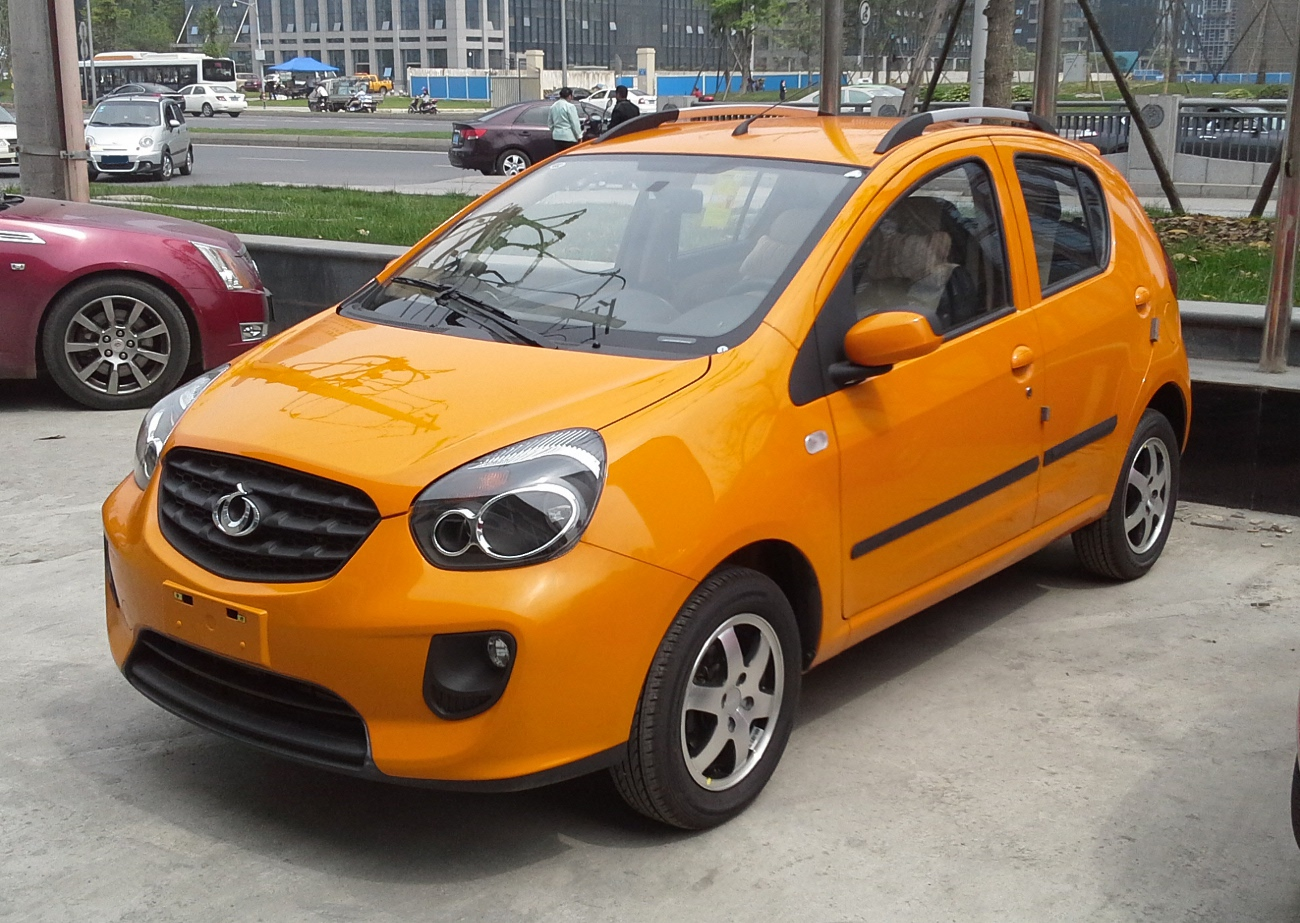
Gleagle GX2
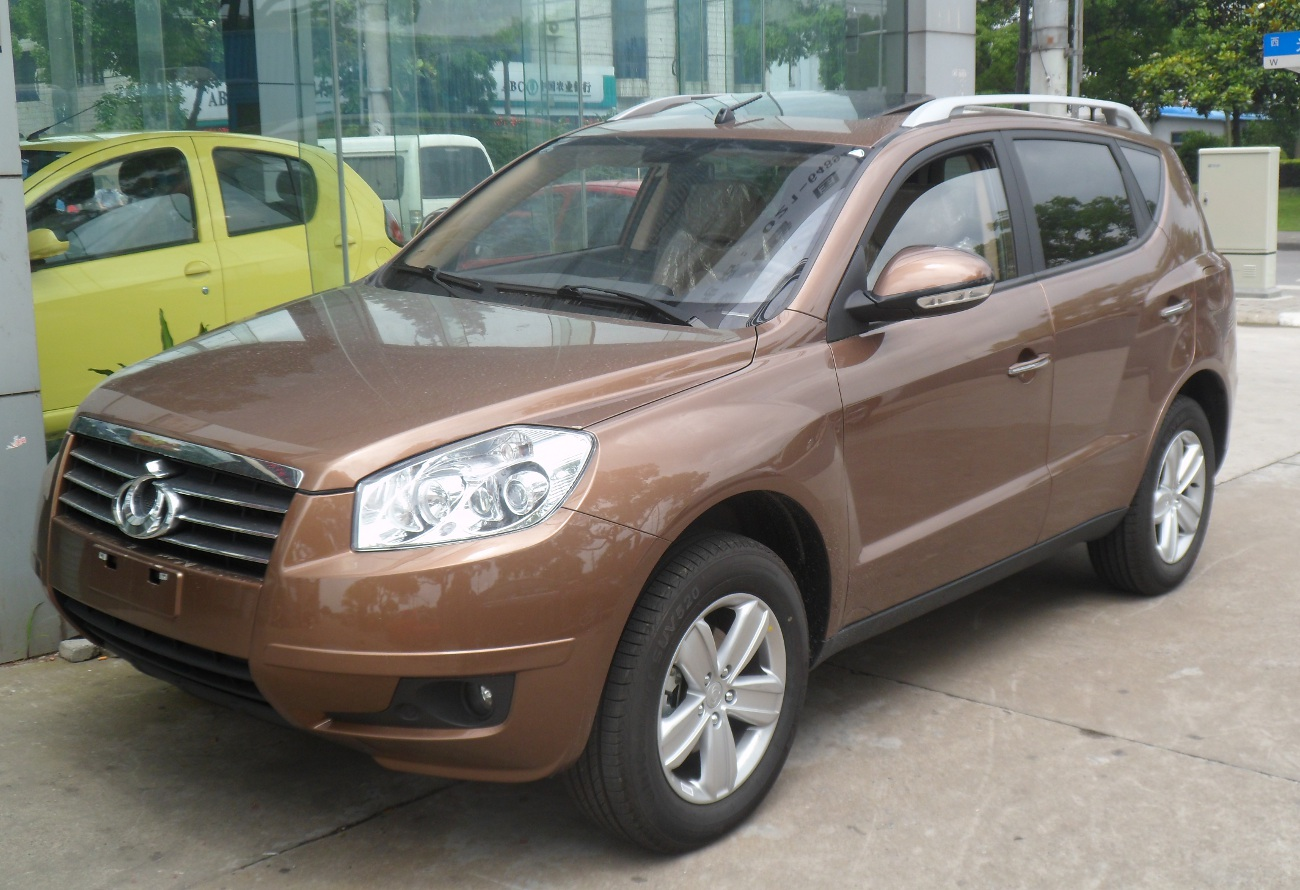
Gleagle GX7
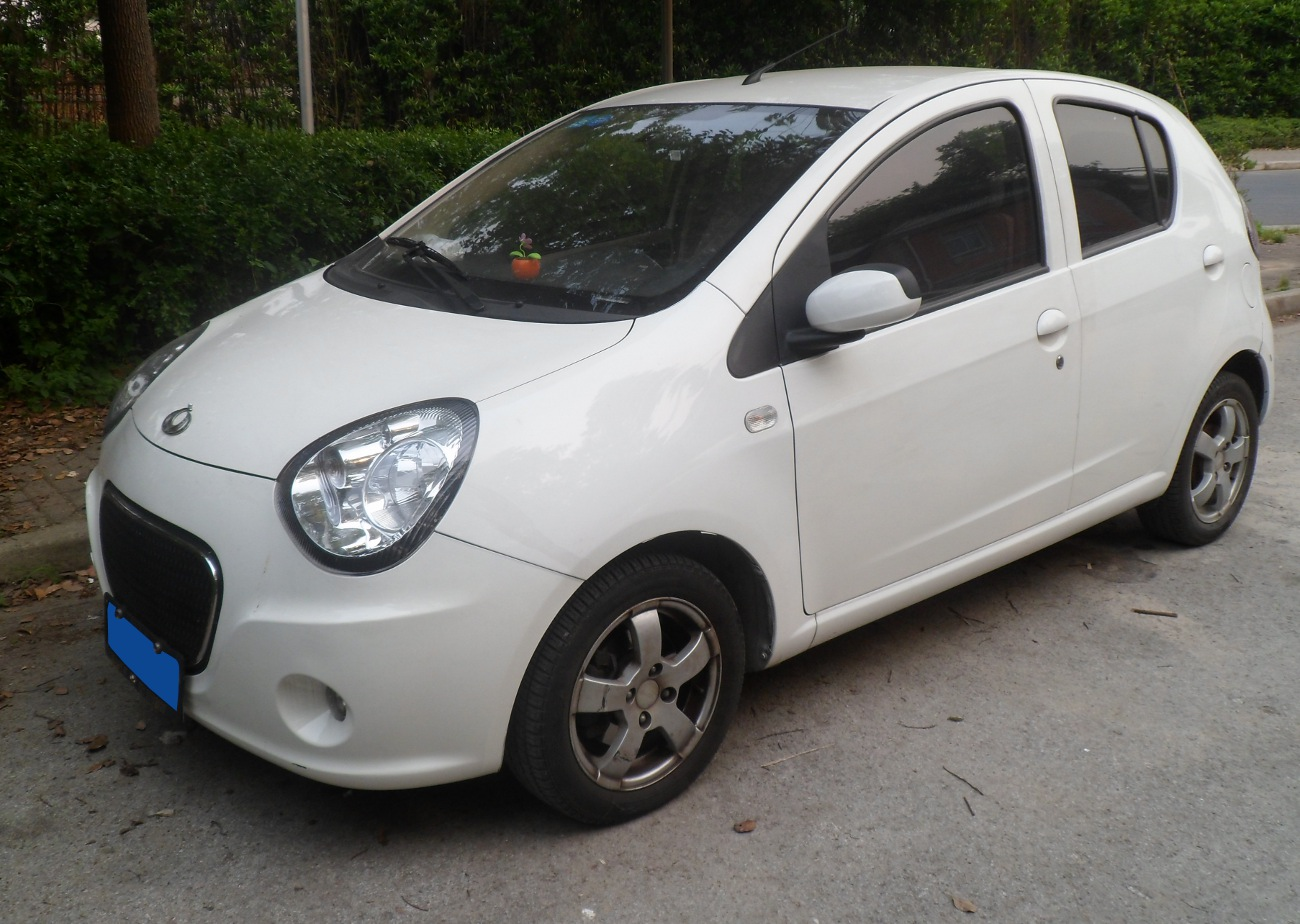
Gleagle Panda

### Livan

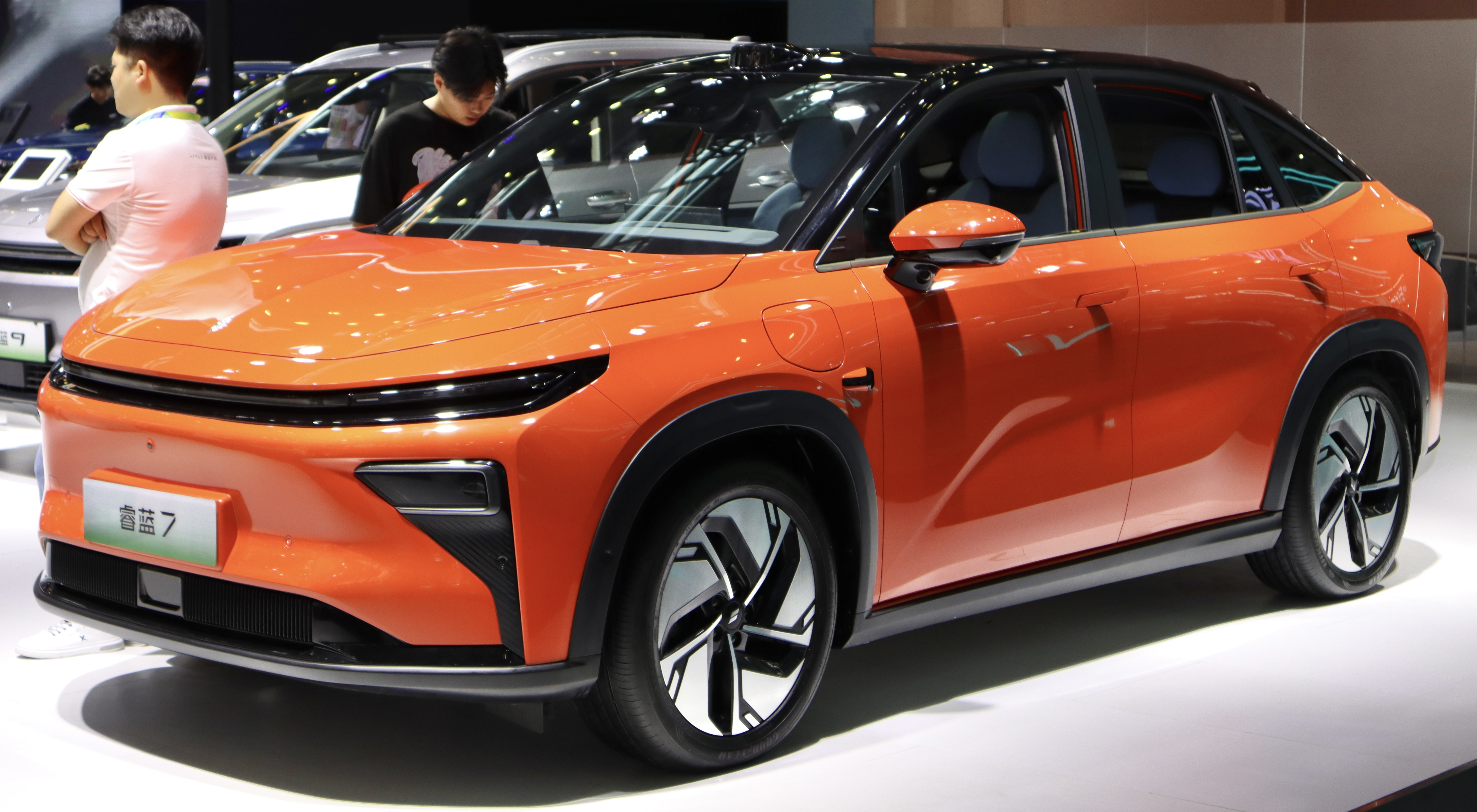
Livan 7
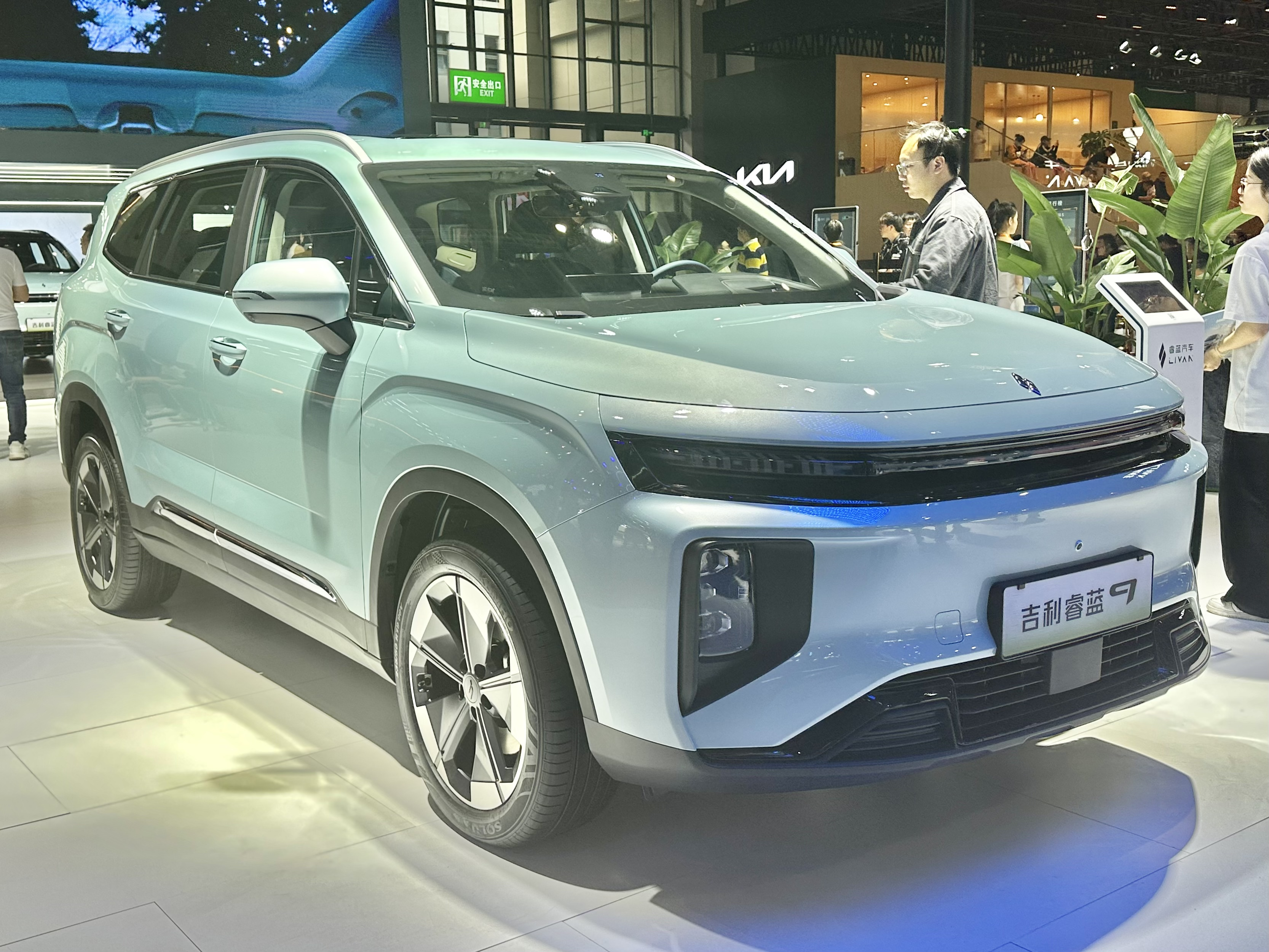
Livan 9

### London Taxi Co.

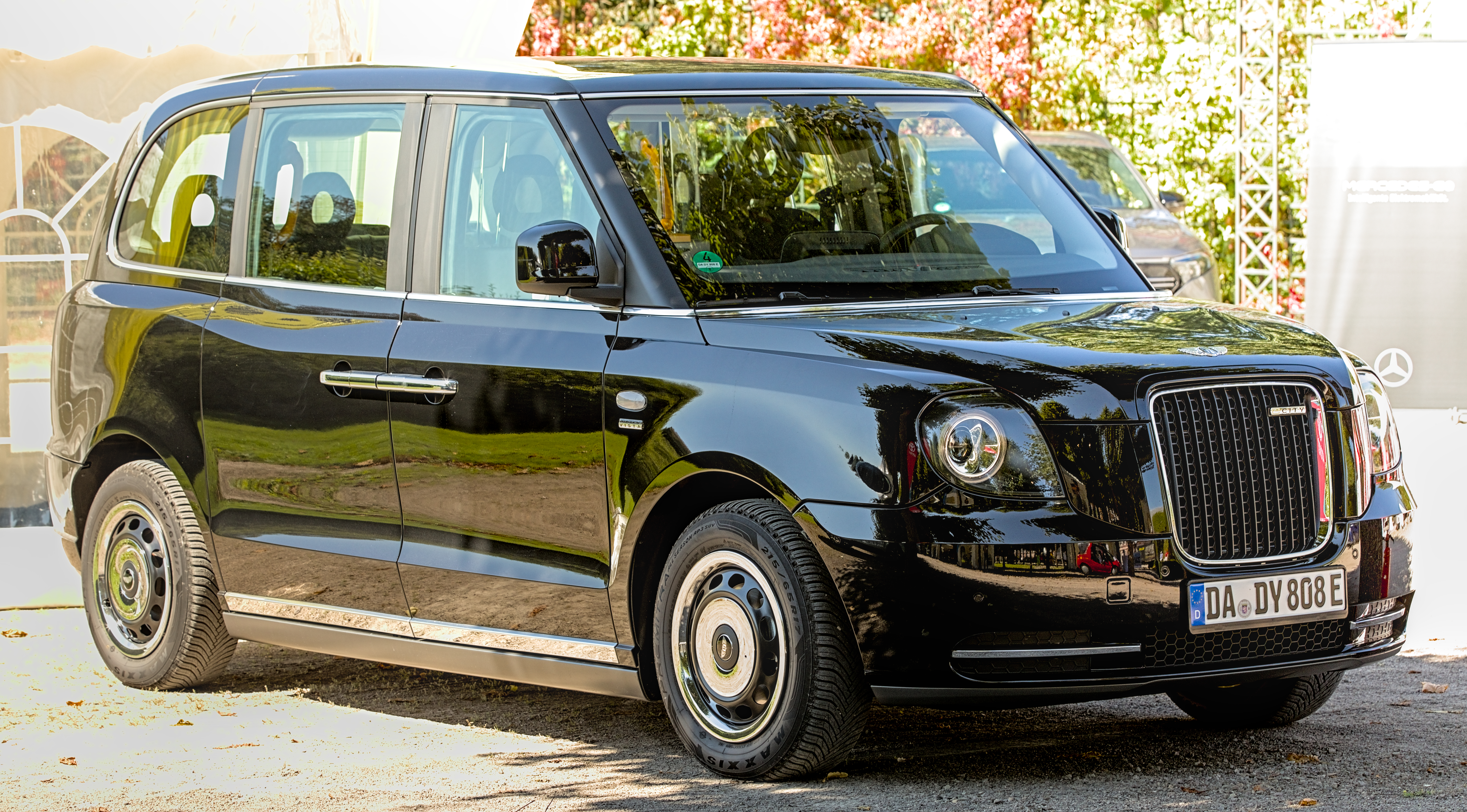
LEVC TX
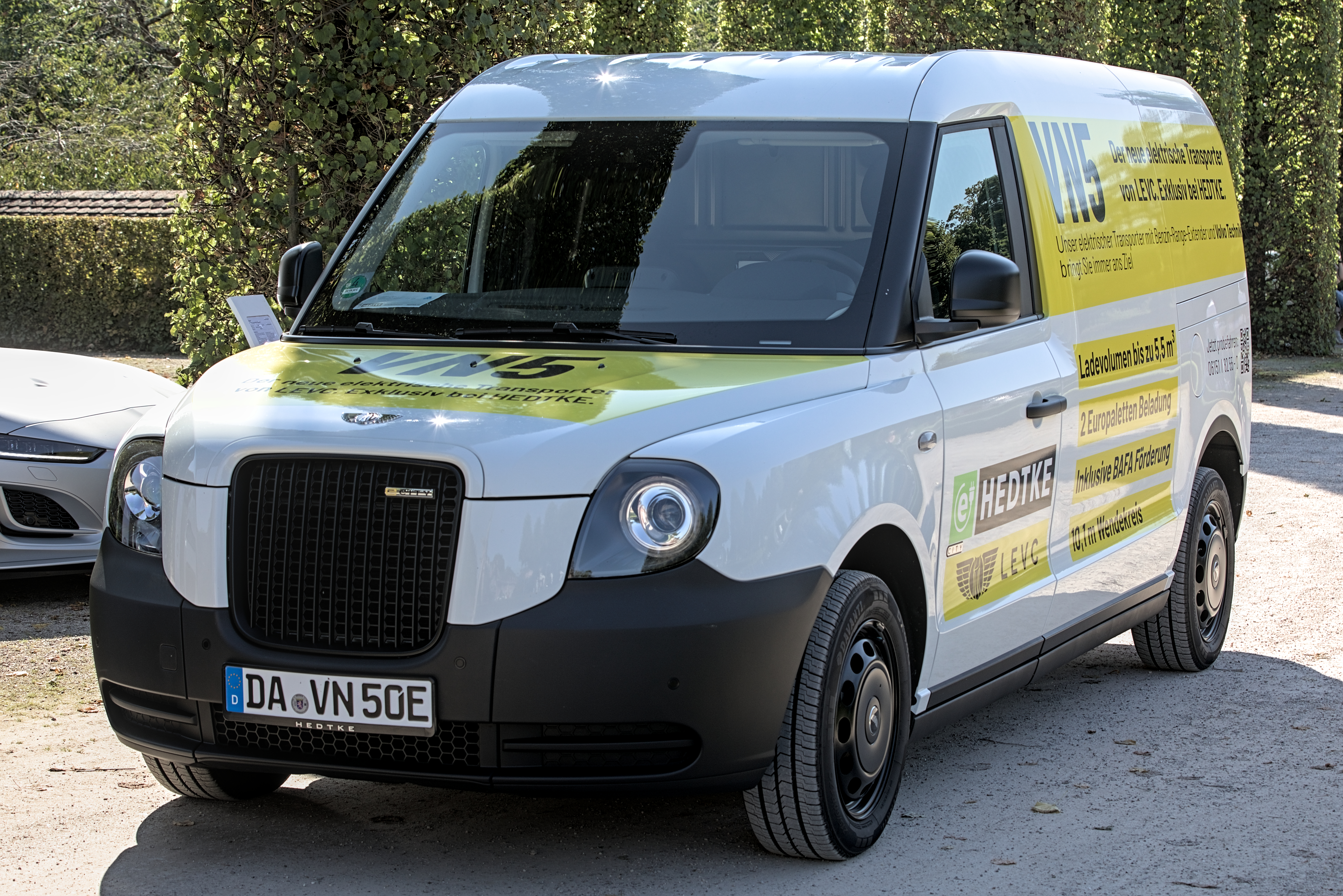
LEVC VN5

### Lotus

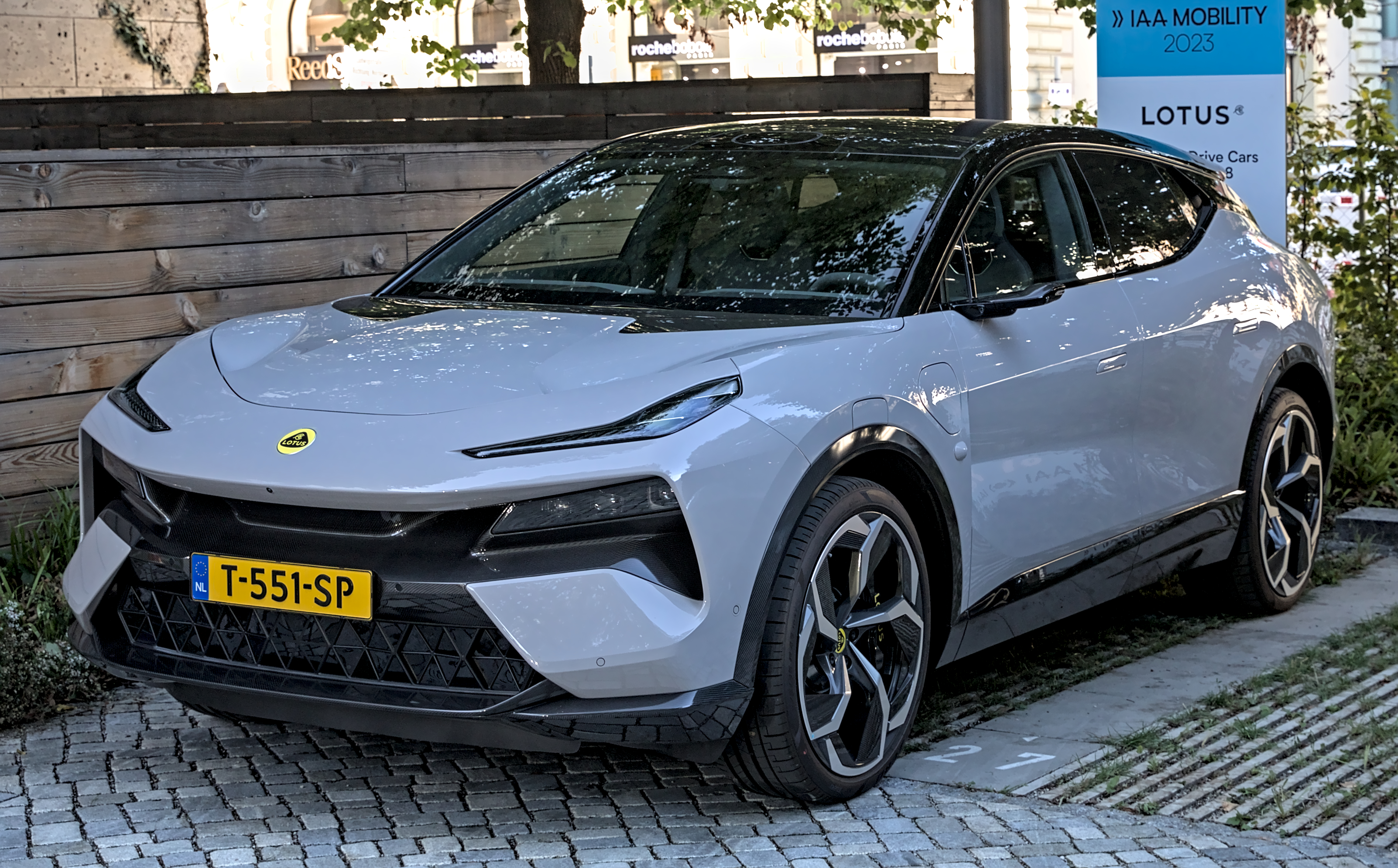
Lotus Eletre
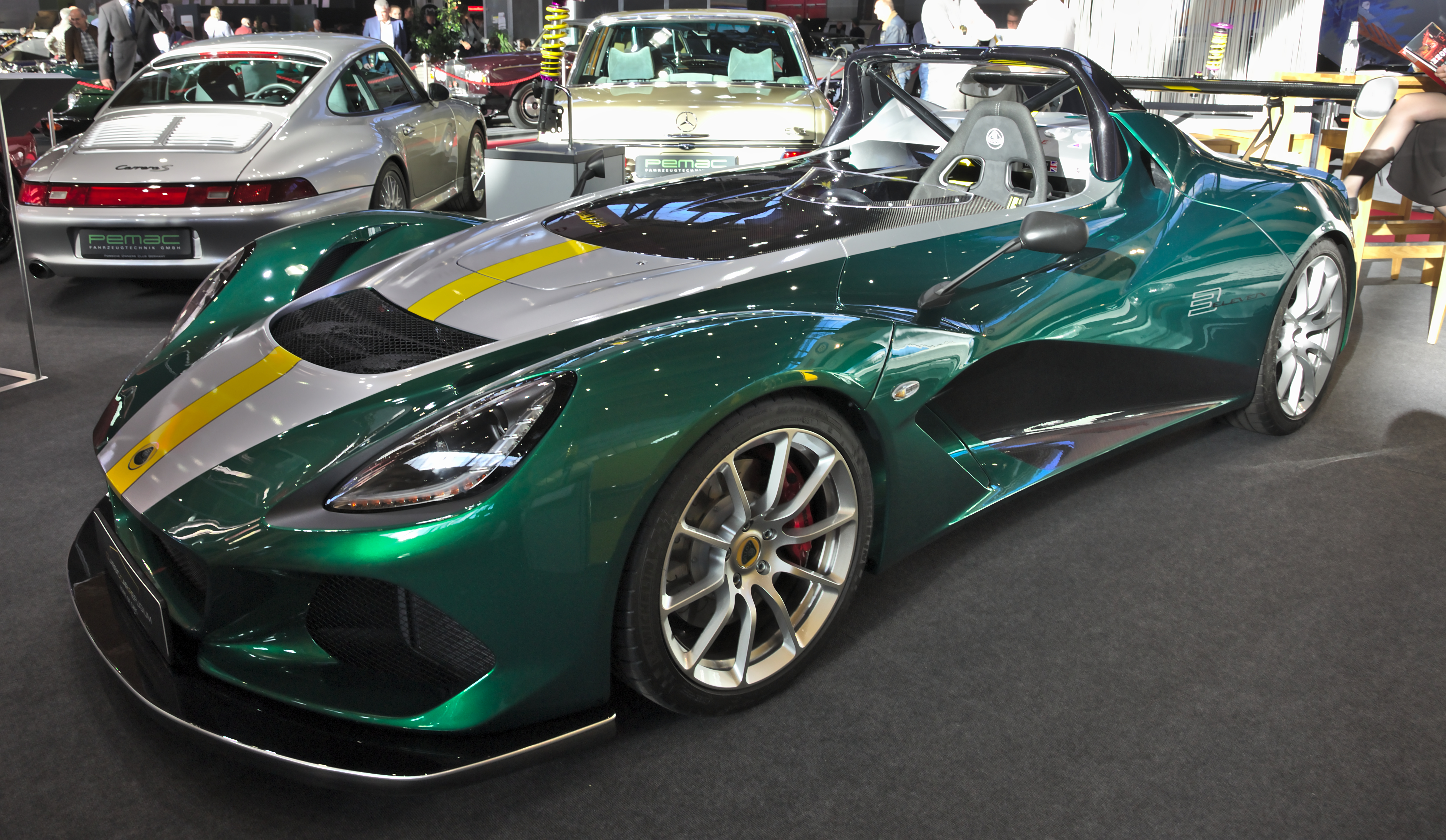
Lotus 3-Eleven
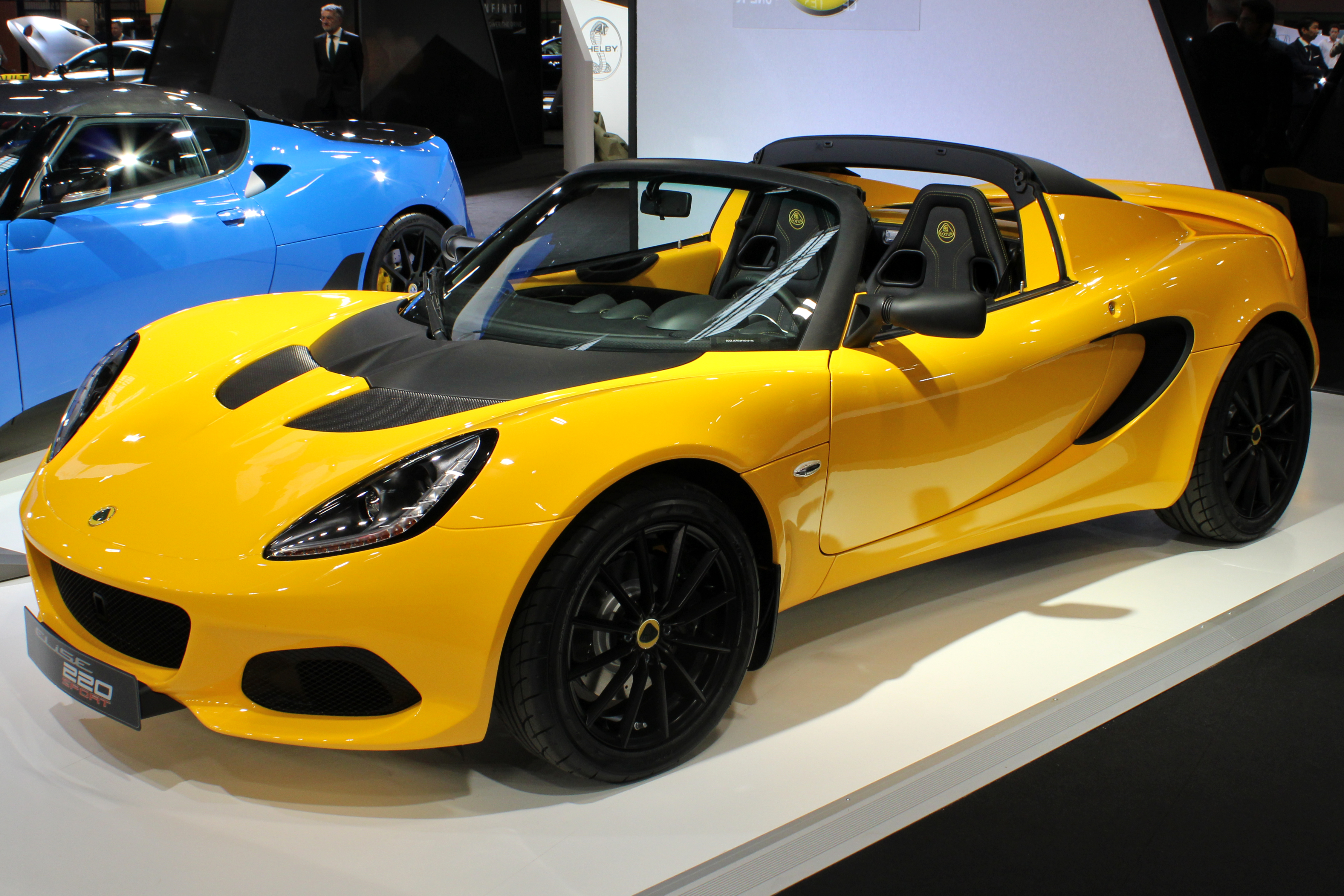
Lotus Elise
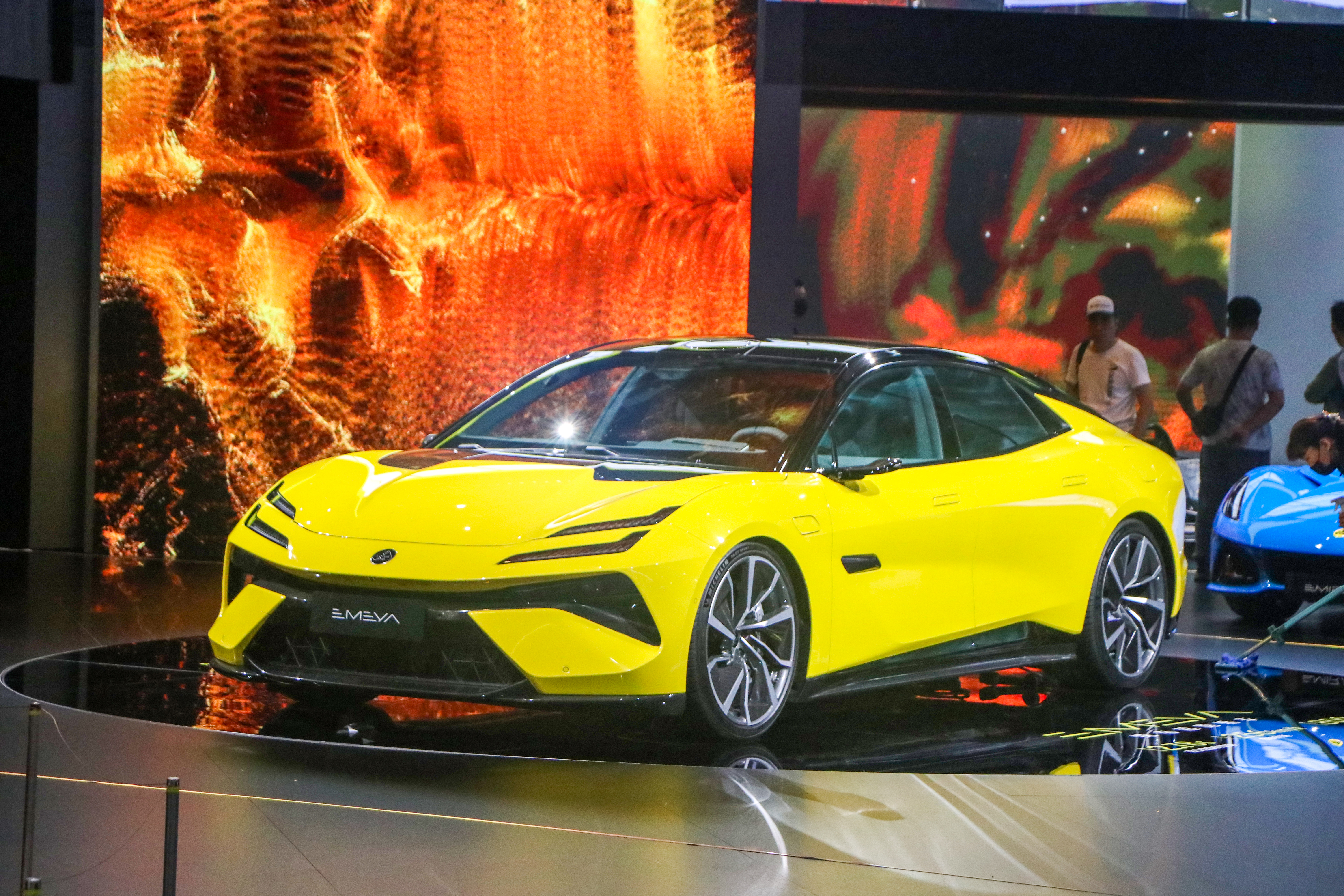
Lotus Emeya
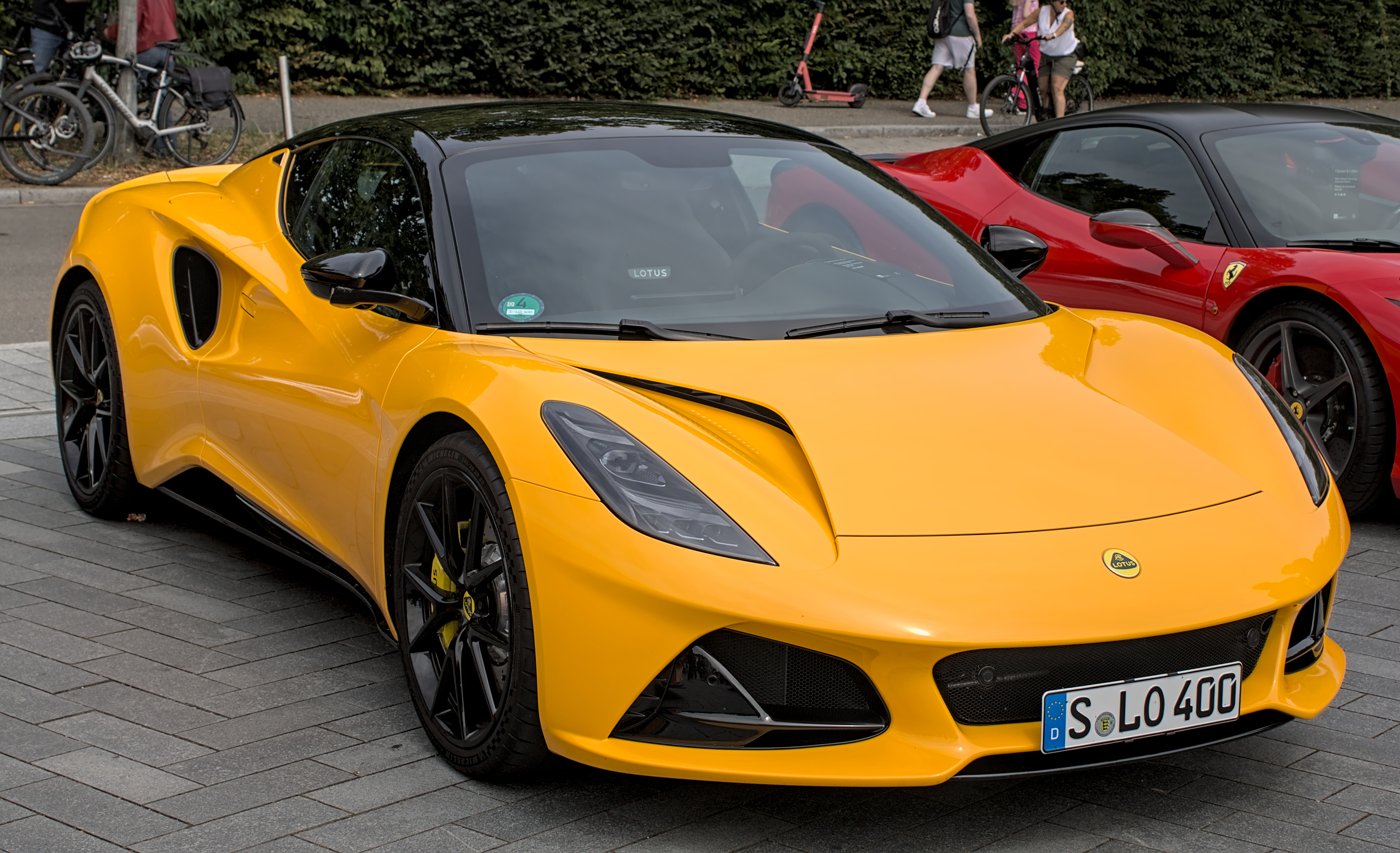
Lotus Emira
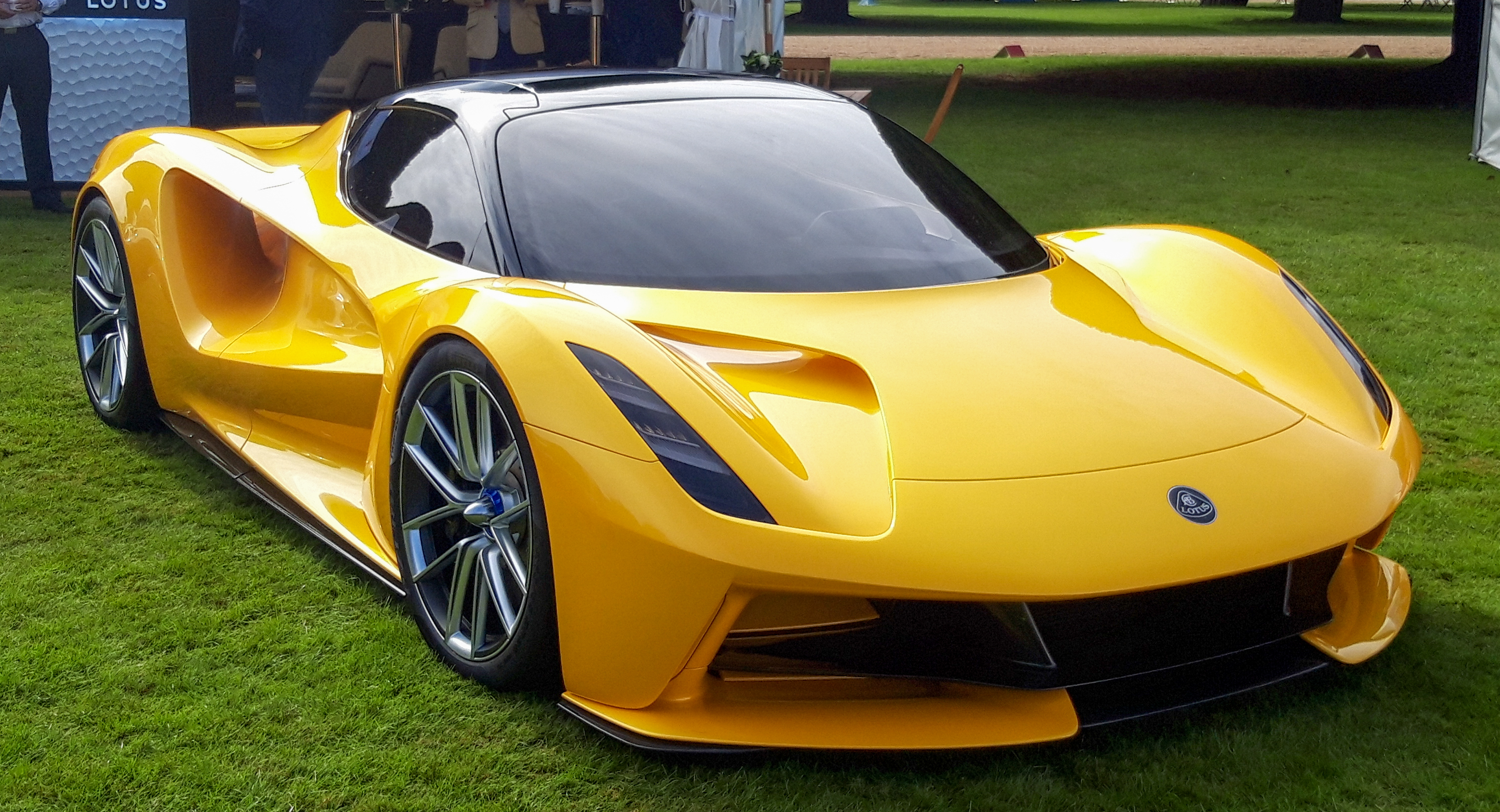
Lotus Evija
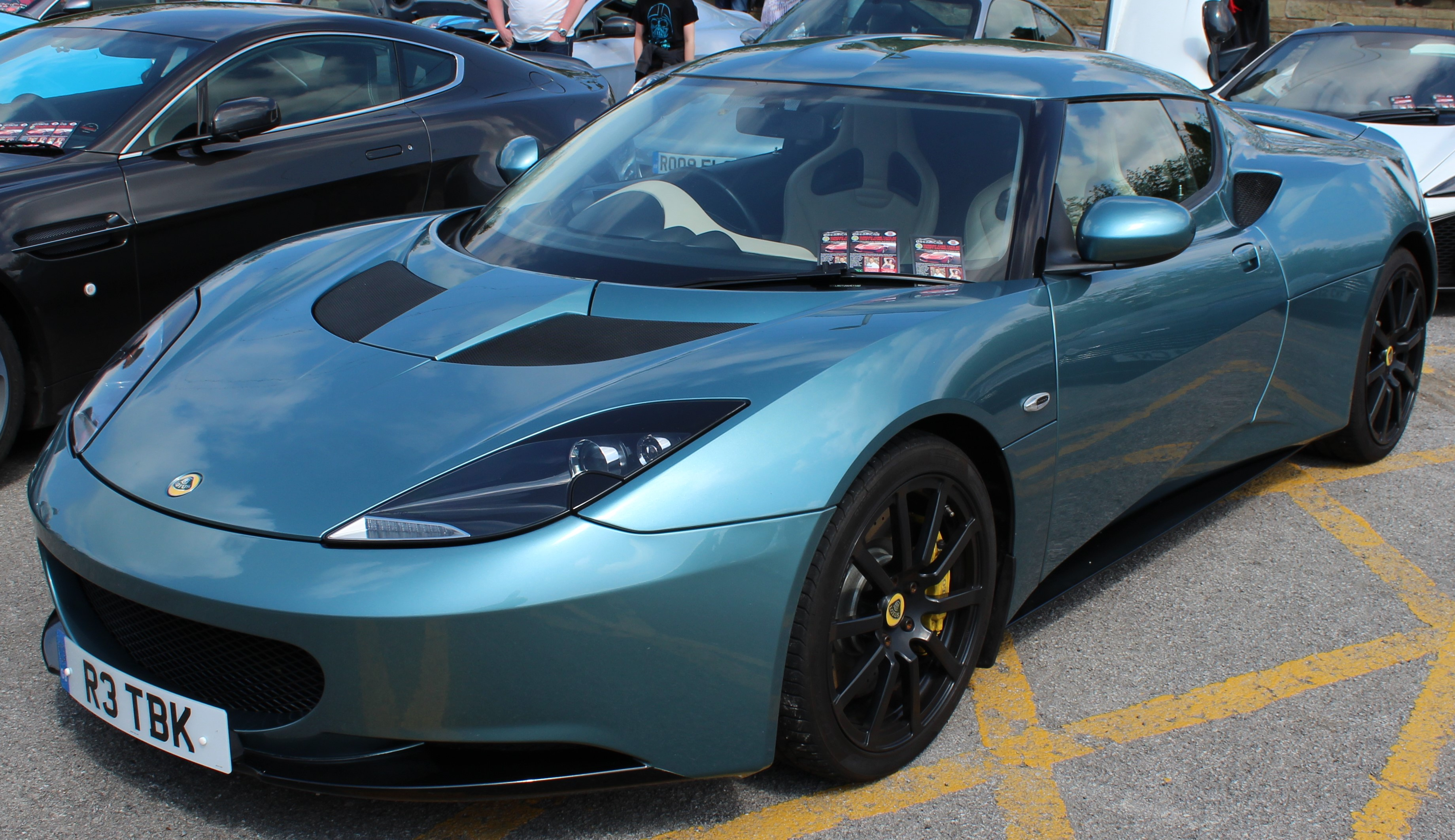
Lotus Evora
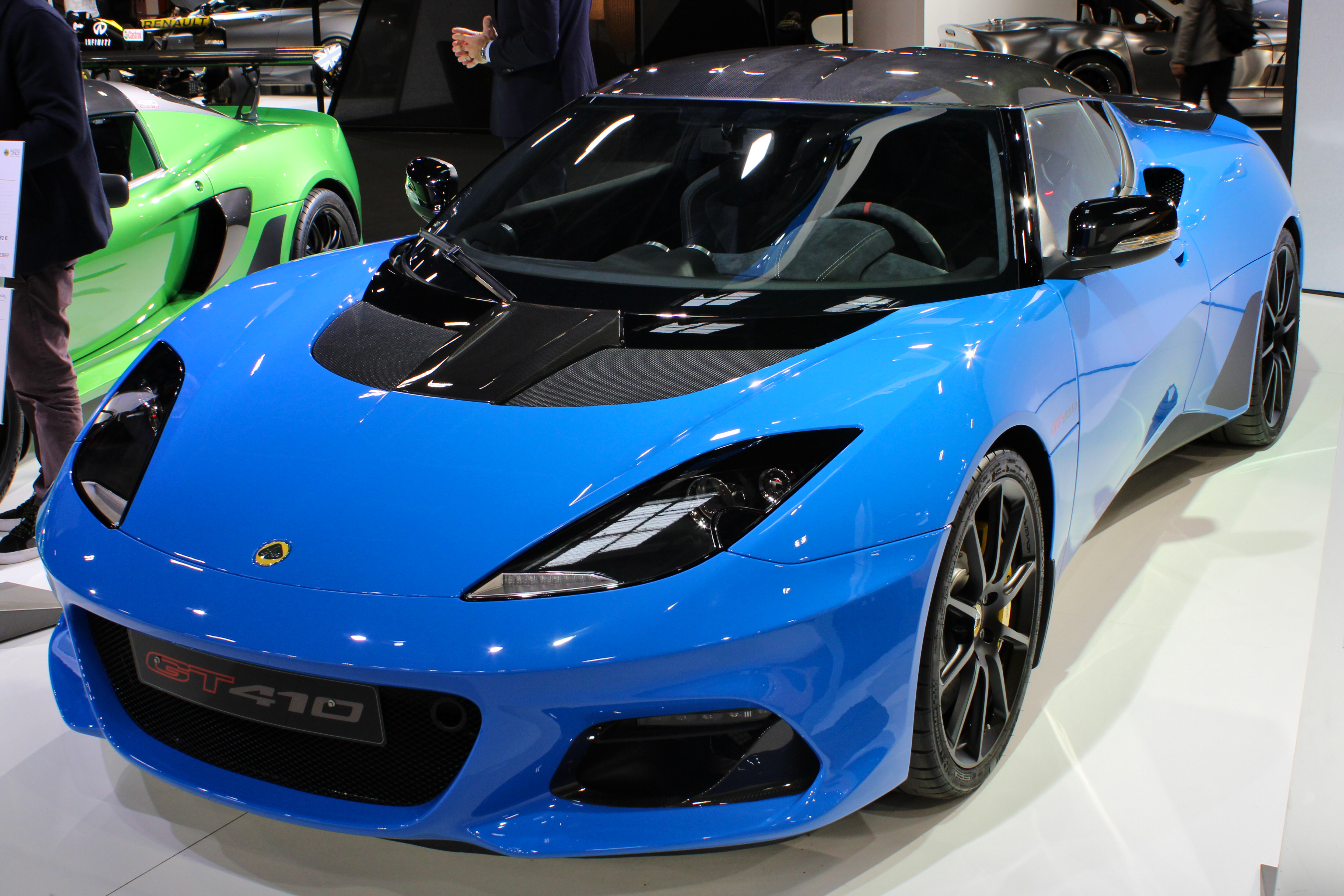
Lotus Evora 410
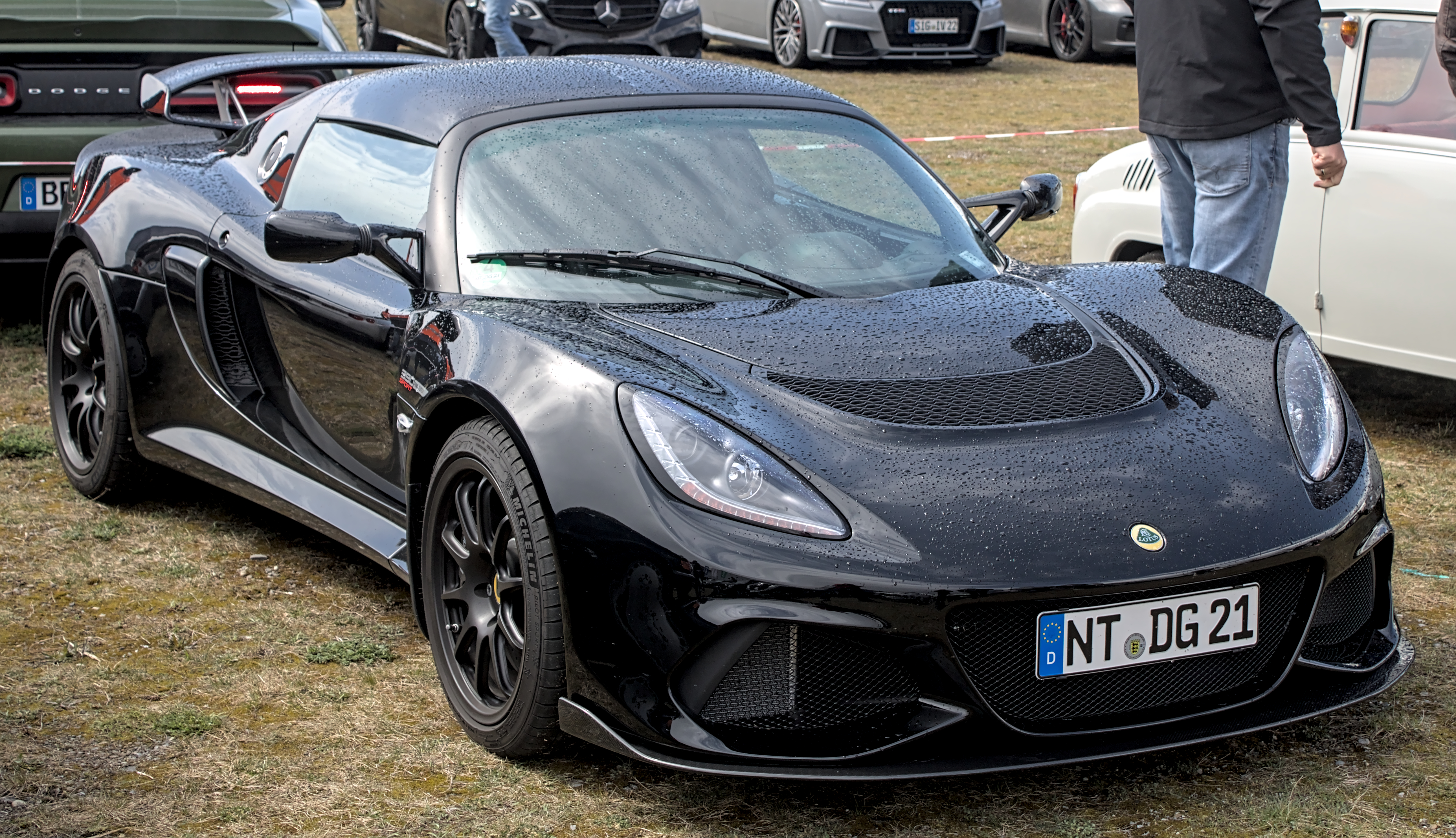
Lotus Exige

### Maple

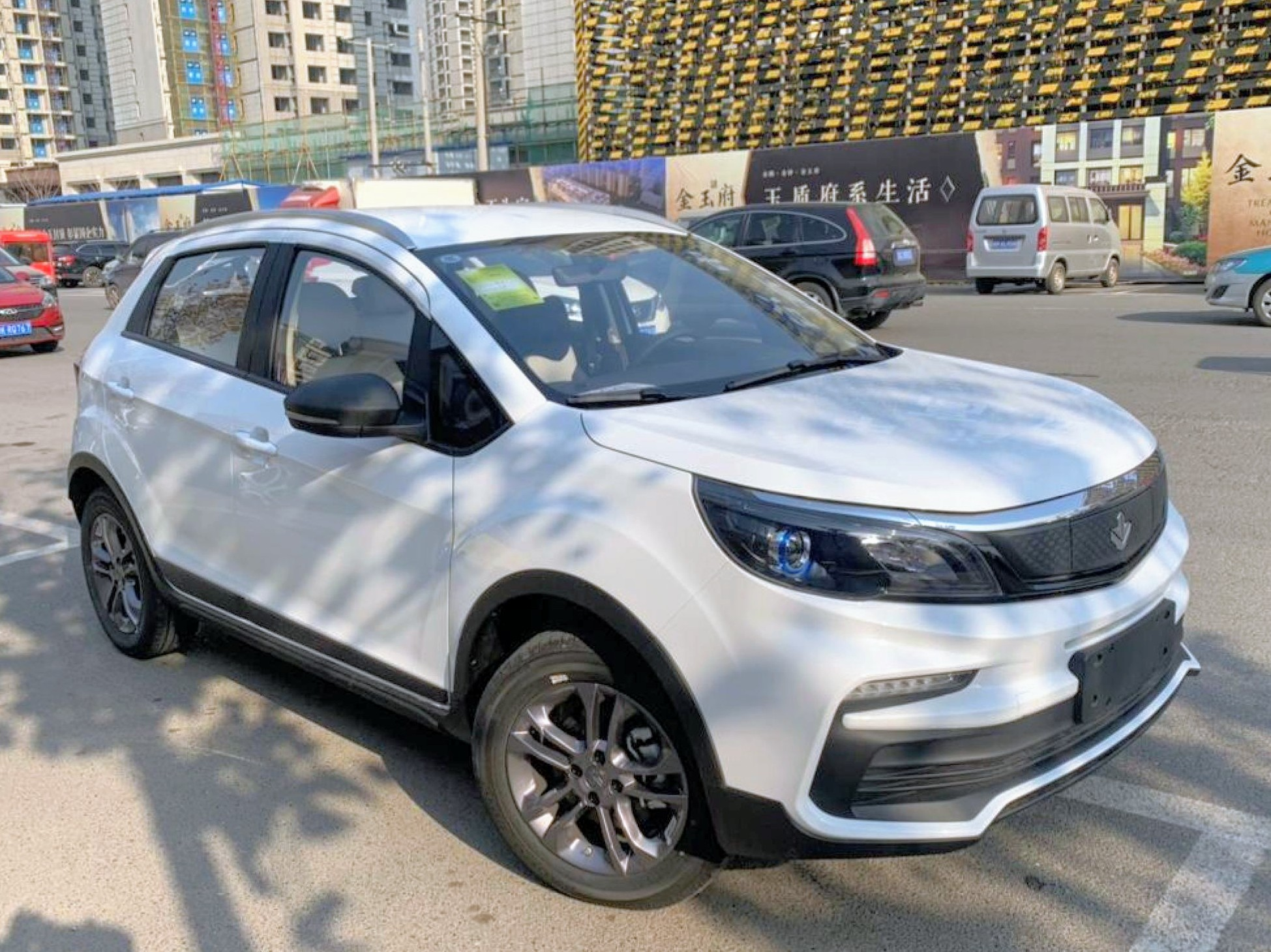
Maple 30X
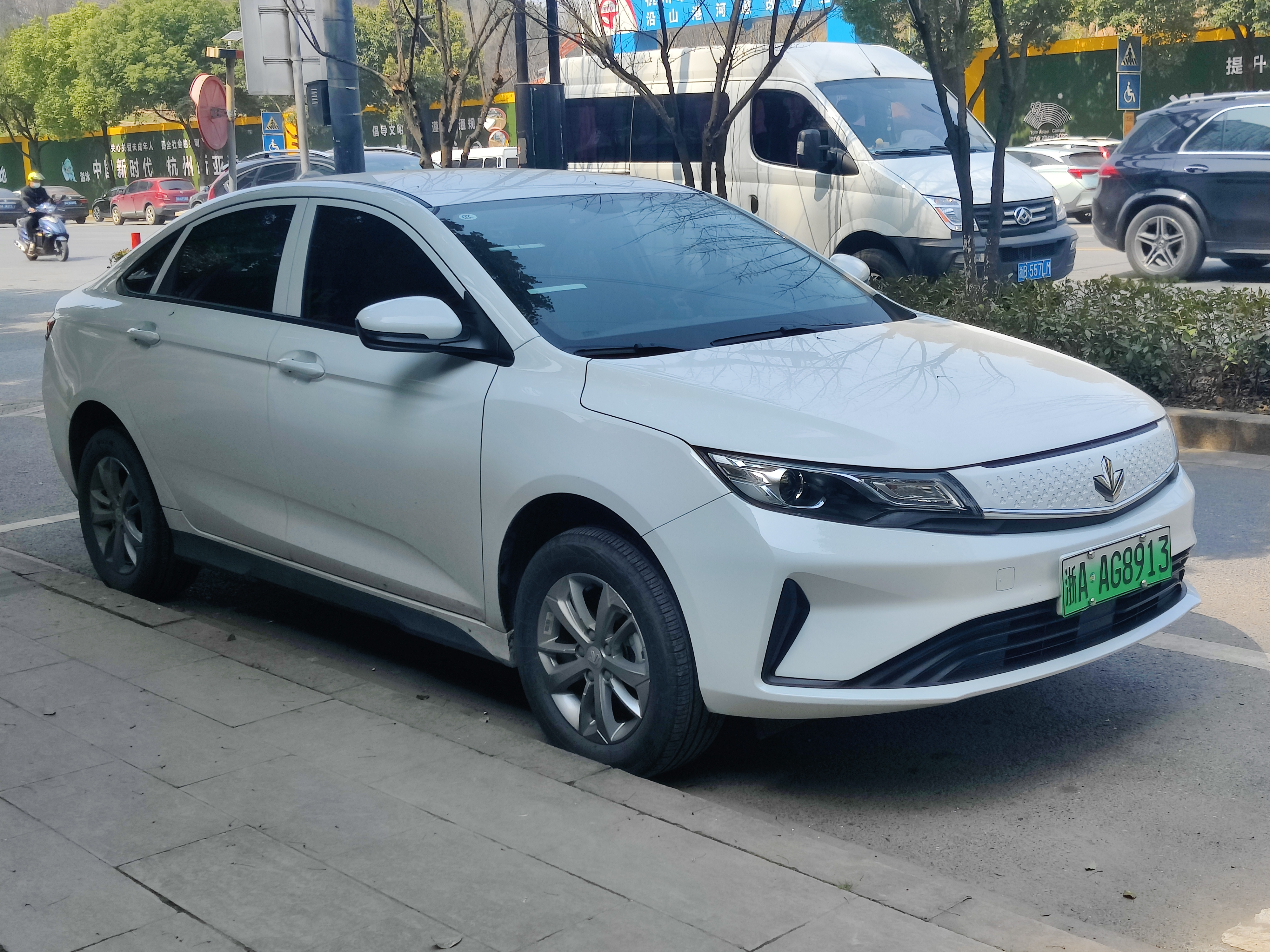
Maple 60S
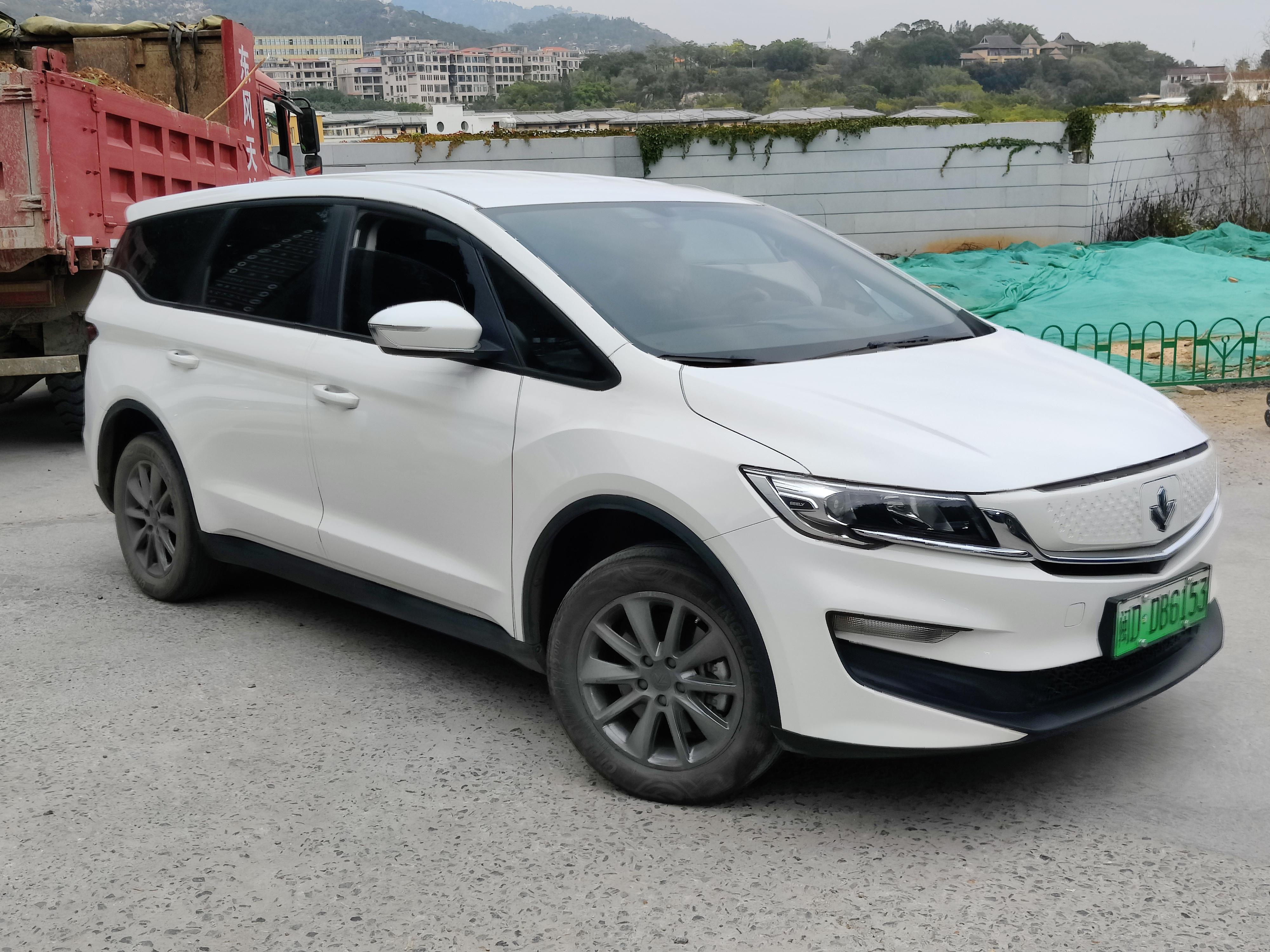
Maple 80V

### Shanghai Maple

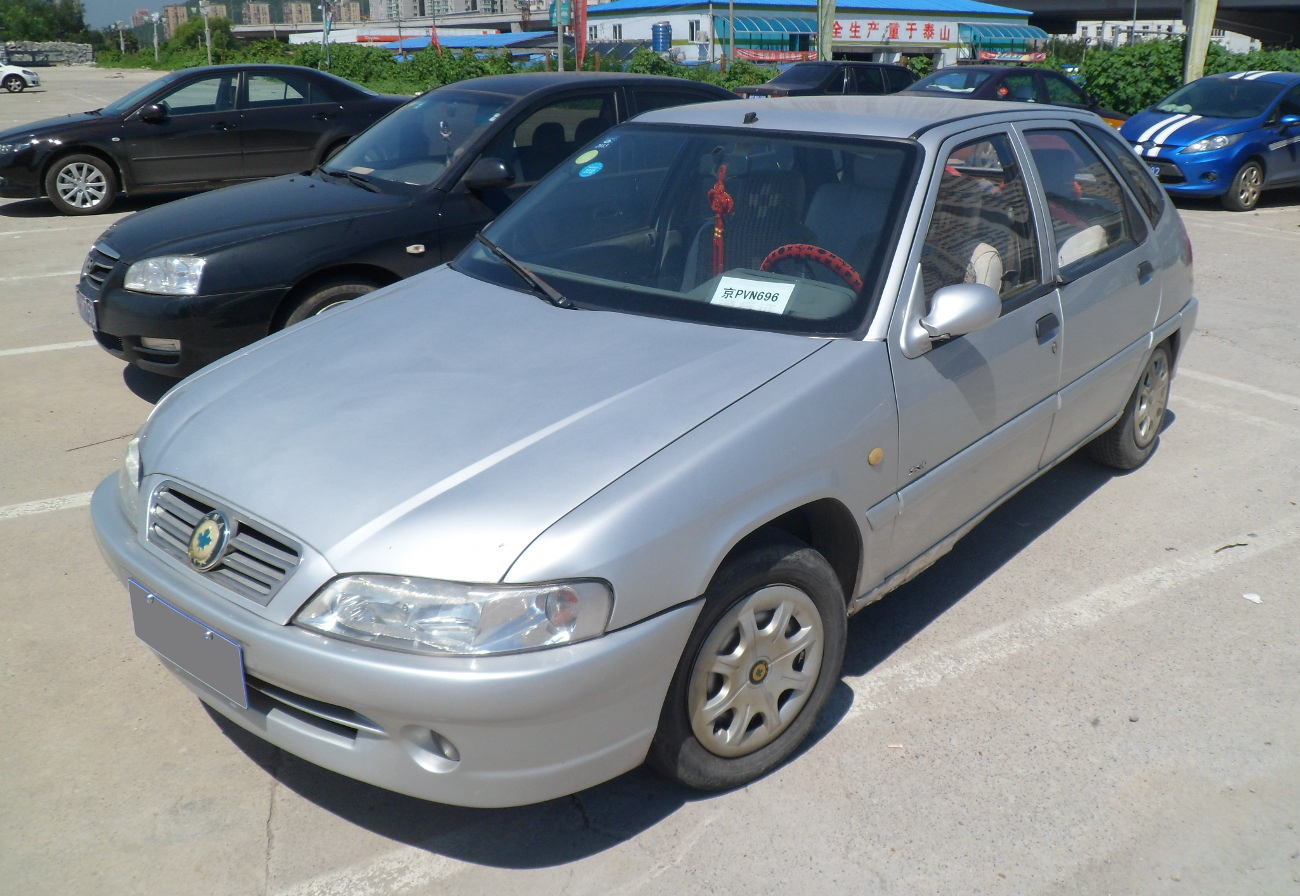
Shanghai Maple Biaofeng (Whirlwind)
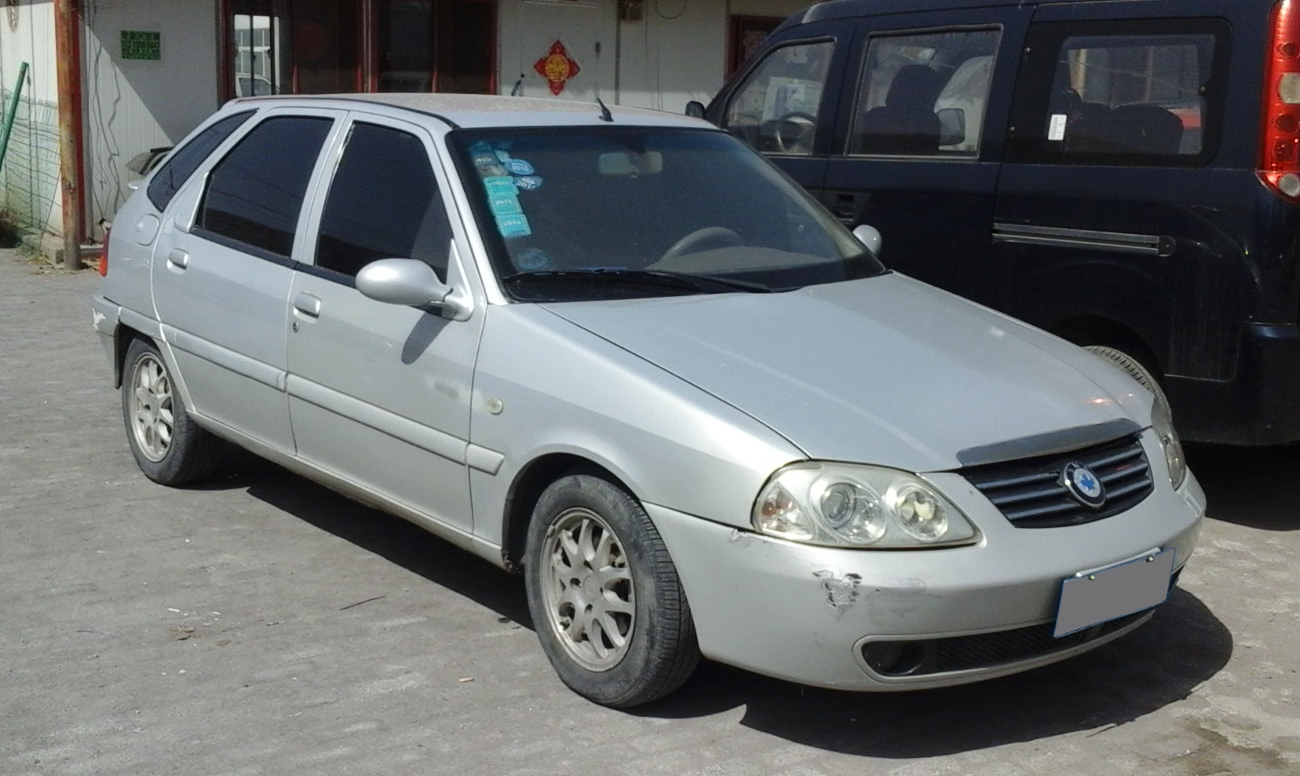
Shanghai Maple Haiyu (Marindo)
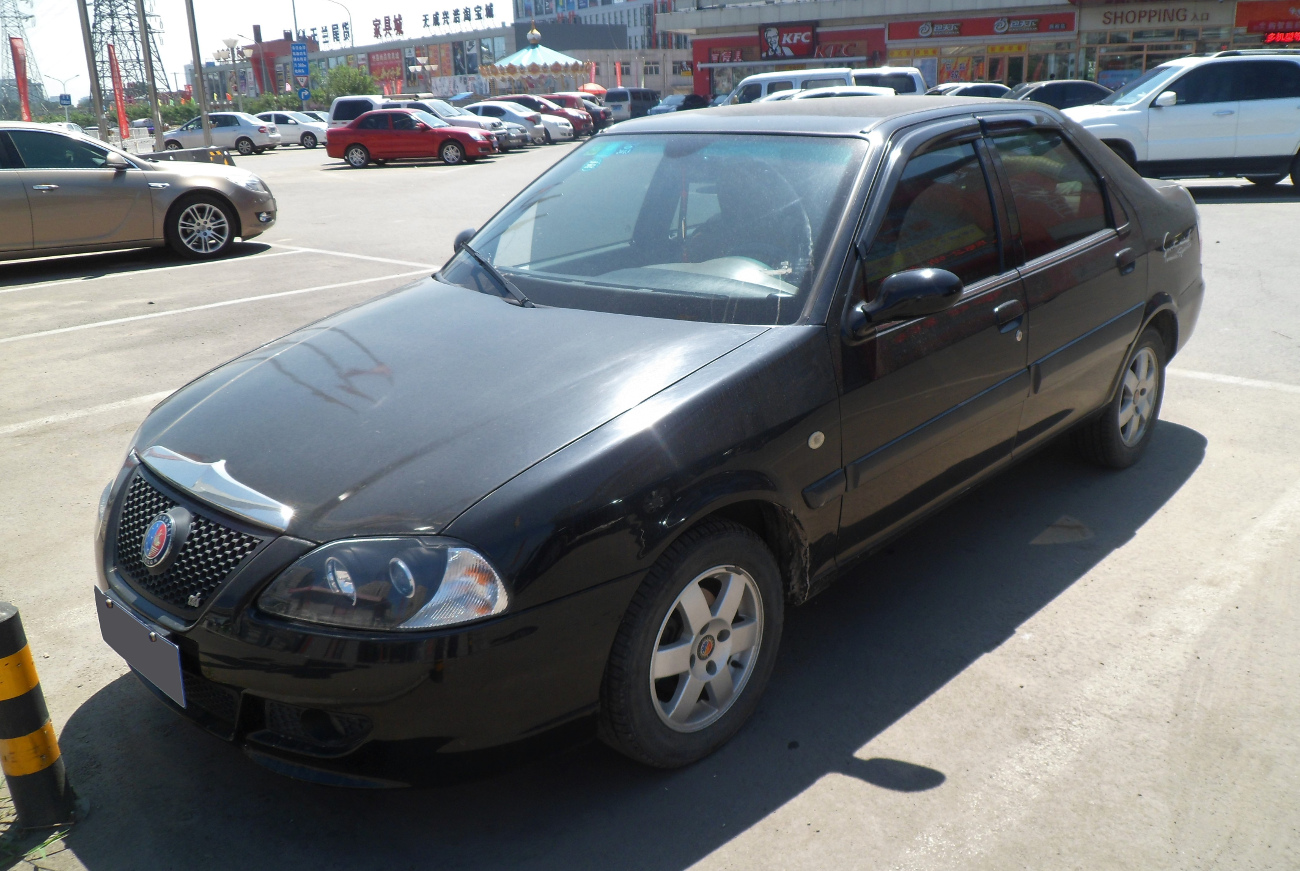
Shanghai Maple Haixun (Hisoon)
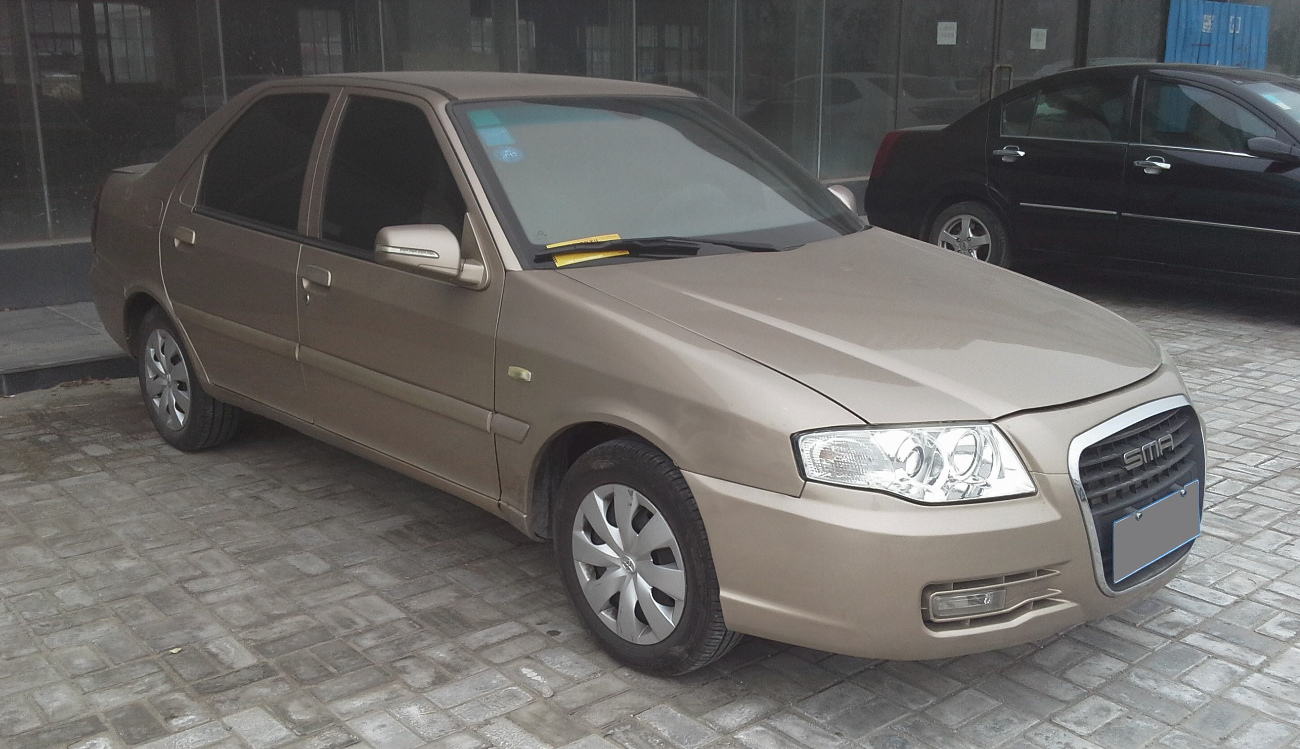
Shanghai Maple Haifeng (Hysoul)
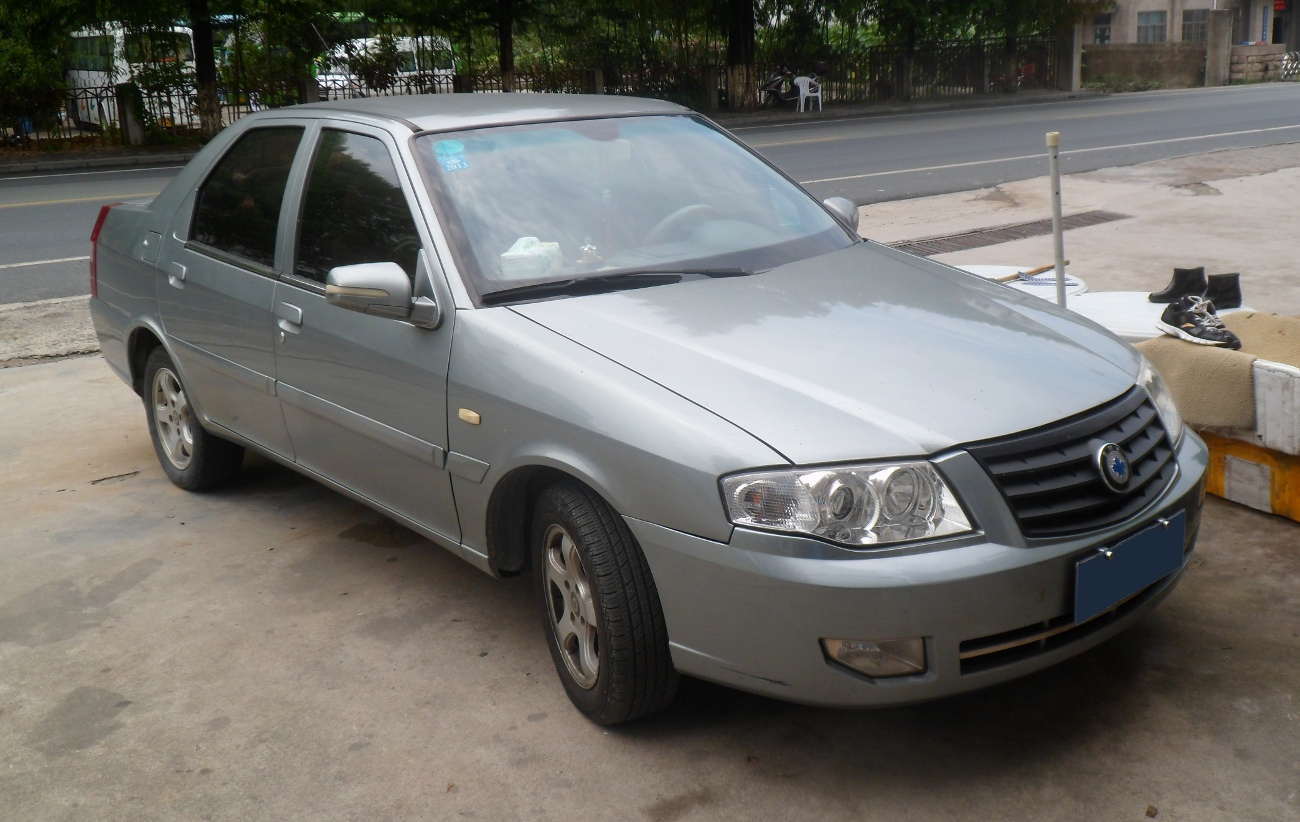
Shanghai Maple Haifeng

### Radar

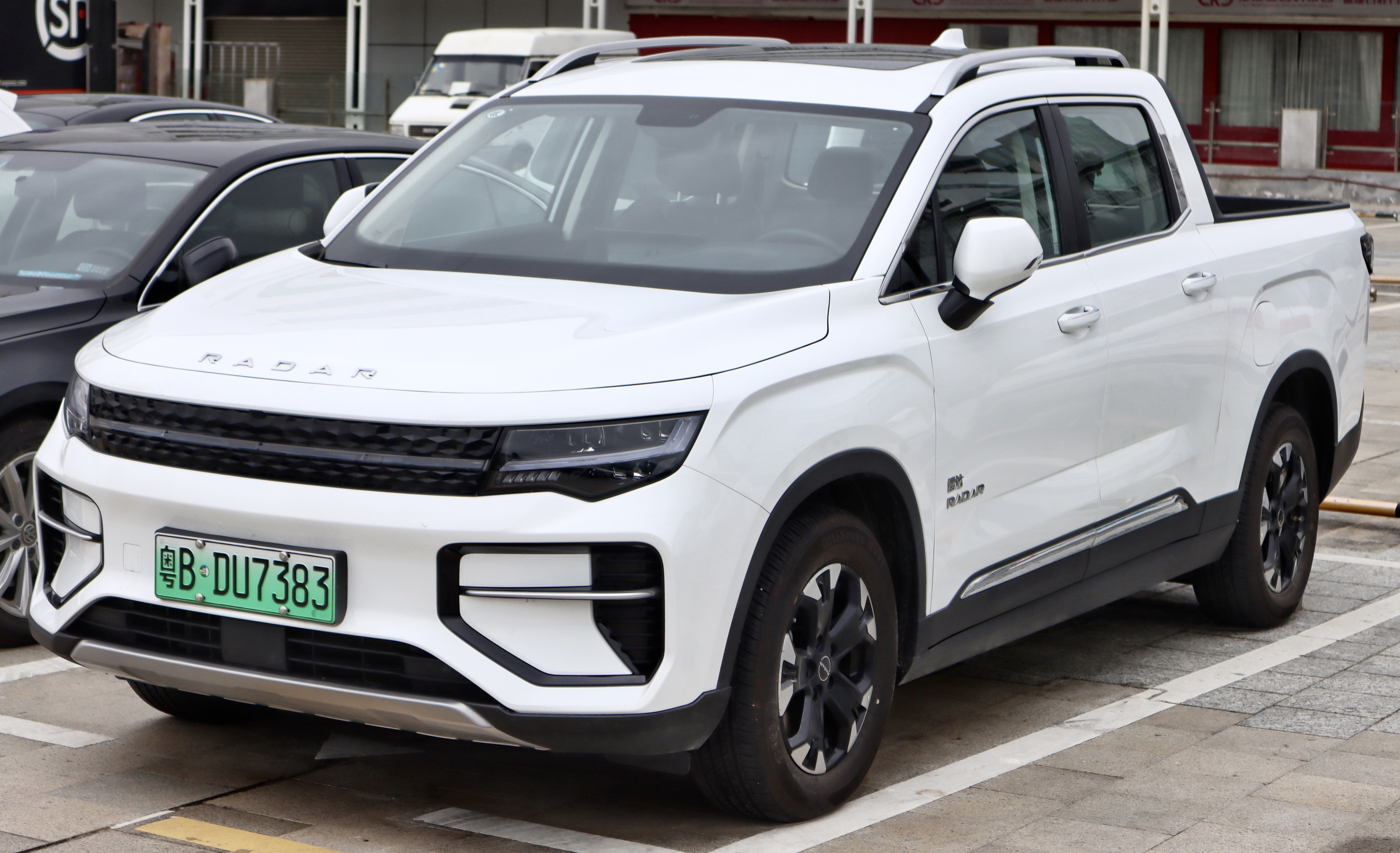
Radar RD6

### Terrafugia Transition

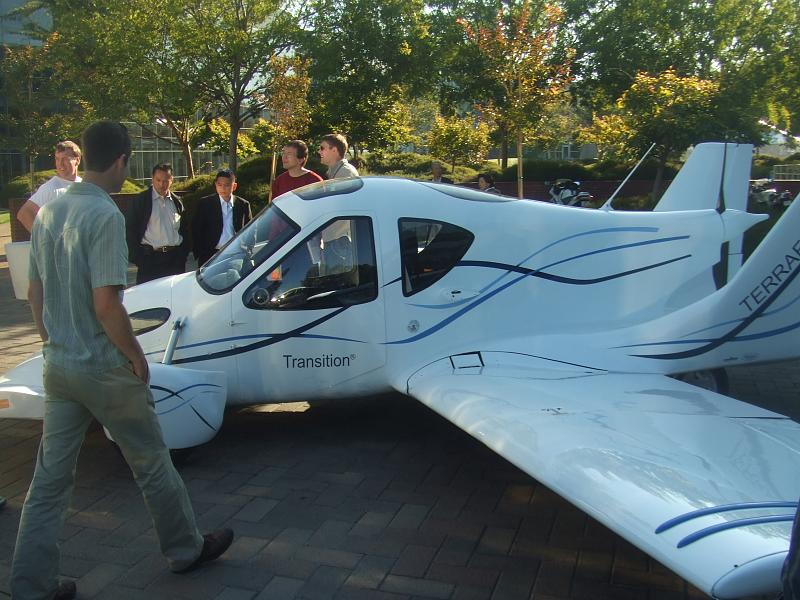
Flugauto Terrafugia Transition